# Serbisch-Orthodoxe Kirche

Flagge der Serbisch-Orthodoxen Kirche

Als Serbisch-Orthodoxe Kirche (serbisch Српска православна црква Srpska pravoslavna crkva, abgekürzt СПЦ/SPC) werden die autokephale orthodoxe Kirche von Serbien und die ihr nachgeordneten Kirchen bezeichnet. Sie bilden gemäß dem allen orthodoxen Kirchen gemeinsamen Glaubensbekenntnis zusammen mit den anderen orthodoxen Kirchen die eine, heilige, allgemeine und apostolische Kirche (serbisch jedinu, svetu, sabornu i apostolsku crkvu).
Laut dem orthodoxen Kirchenkanon ist das Patriarchat in Belgrad für das Gebiet des ehemaligen Jugoslawiens, im eigentlichen Sinn für alle sich als orthodoxe Christen Bekennende unabhängig ihrer Volkszugehörigkeit, zuständig und somit offiziell eine Landeskirche, da es dem orthodoxen Kirchenrecht entsprechend keine Nationalkirchen gibt. Die meisten Gläubigen sind Serben. Nach dem Zerfall Jugoslawiens und durch die große weltweite serbische Diaspora und ihrer historischen Rolle tritt sie in Teilen als Nationalkirche Serbiens auf.

## Geschichte

### Anfänge des Christentums in Serbien
Die heidnischen Slawen besiedelten aus dem Norden seit dem Ende des 6. Jahrhunderts die Balkanhalbinsel. Die serbischen Stämme kamen zwar in dieser Zeit mit dem Christentum in Kontakt, denn die alteingesessene Bevölkerung war seit über 200 Jahren christlich, aber es sollte mehrere Jahrhunderte dauern, bis die Südslawen den neuen Glauben annahmen. Vielmehr brachte die Landnahme der Slawen auf dem Balkan zunächst den Untergang der meisten antiken Bischofssitze zwischen Donau und Ägäis.
Kaiser Leon VI. gliederte im Jahr 732 das westliche Illyricum dem Patriarchat von Konstantinopel an, doch beanspruchte der römische Papst auch weiterhin die kirchliche Jurisdiktion. Nach der Errichtung des byzantinischen Themas Dalmatien um 870 gesellte sich zum lateinischen Einfluss in den Küstenstädten auch ein griechischer. Um 860–870 missionierten Kyrill und Method im Gebiet der Morava. Method war auch Erzbischof von Pannonien mit Sitz in Syrmium, dem heutigen Sremska Mitrovica. Unter seiner Kirchenleitung sollen sich nach verschiedenen Quellen ebenso die serbischen Stämme befunden haben.
Der endgültige Übertritt der Serben zum Christentum dürfte unter Mutimir (um 850–891) erfolgt sein, sein Nachfolger Petar Gojniković (892–917) trägt bereits einen christlichen Vornamen. Zu diesem Zeitpunkt dürfte die Frage nach der kirchlichen Jurisdiktion unumstritten gewesen sein: Papst Johannes VIII. forderte Mutimir im Jahr 873 auf, Methodios als Bischof Syrmiens und Pannoniens anzuerkennen. Dazu kam die Expansion des bulgarischen Zaren Simeons als die serbischen Länder unter die Jurisdiktion der Bulgarischen Kirche gerieten. Nach dem Zerfall des Ersten Bulgarischen Reichs Anfang des 11. Jhdts. unterstanden sie dem bulgarischen Erzbistum Ohrid.
Das große Schisma von 1054 schuf eine unsichtbare kirchlich-kulturelle Grenze, die mitten durch das altserbische Reich ging. Die westliche Hälfte mit den Küstenstädten Dalmatiens, Zachlumien, Travunien, Bosnien und Duklja verblieben überwiegend im Rahmen der römischen Kirche. Zu Roms Unterstützern zählten hier insbesondere die dioklitischen Könige Mihailo und Bodin, wobei letzterer die Gründung des Erzbistums Bar erwirkte. Die römisch-katholische Mission ging von den Erzbistümern Split, Bar und Dubrovnik aus. Im serbischen Binnenland deckte sich die Jurisdiktion des Erzbistums Ohrid weitgehend mit dem byzantinischen Herrschaftsbereich.
Welche Auswirkungen dies haben konnte, zeigt die Geschichte Stefan Nemanjas, der zwei Mal, sowohl von lateinischen als auch von griechischen Priestern getauft wurde. Nemanjas Reich umfasste Gebiete auf beiden Seiten der Grenze, er unterhielt daher Beziehungen zu beiden Kirchen und beschenkte auch beide, zeigte aber eine gewisse Präferenz zur Orthodoxie, während seine Söhne Stefan und Vukan die serbisch-dioklitischen Könige zum Vorbild hatten und dem Katholizismus zuneigten. Der Höhepunkt dieser Entwicklung ist die Krönung Stefans zum König durch einen päpstlichen Legaten im Jahr 1217. Trotz allem stellte sich die Neigung Nemanjas jüngsten Sohnes Rastko (Mönchsname Sava) zur Ostkirche und zum Athos-Mönchtum als richtungsweisend heraus.

### Erzbistum Žiča-Peć (1219–1346)

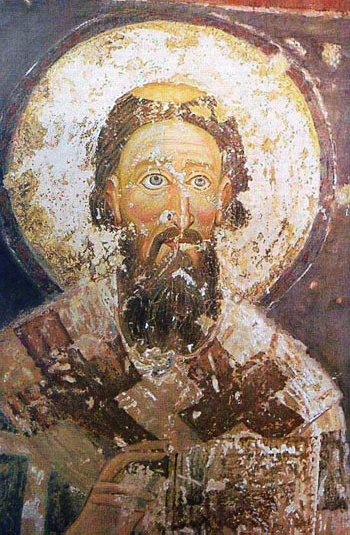
Sava um 1228, Kloster Mileševa

Eine kardinale Rolle bei der Gründung der serbischen Kirche spielte Sava (Sabbas) (* um 1175; † 1236), der jüngste Sohn Nemanjas.
Zu Nemanjas Zeiten war die kirchliche Organisation in der Hand des Erzbistums Ohrid, mit Bistümern in Niš, Ras, Prizren, und Lipljan, sowie vorübergehend in Drač. Infolge des Vierten Kreuzzugs zerfiel das byzantinische Reich in zwei Teile. Über den westlichen Teil herrschte der Despot von Epirus, Theodor Angelos Komnenos Dukas, welcher dem Nemanjiden-Staat feindlich gesinnt war, und auf dessen Territorium sich der Sitz des Erzbistums Ohrid befand.
Nemanjas Söhne Stefan und Sava nutzten die Wirren nach der Errichtung des Lateinischen Kaiserreiches, um eine vom Erzbistum Ohrid unabhängige Kirche ins Leben zu rufen. Sava begab sich 1219 nach Nikaia, wo der vertriebene Kaiser Theodor I. Laskaris und der Konstantinopler Patriarch Manuel I. Sarantinos residierten, und erbat ihre Erlaubnis für die Gründung eines autokephalen serbischen Erzbistums. Die Bitte wurde ihm gewährt und Sava im selben Jahr zum Bischof geweiht und zum Erzbischof ernannt.
Nach seiner Rückkehr bestimmte Sava das Kloster Žiča, eine Stiftung seines Bruders Stefan, zum Sitz des Erzbischofs. Darüber hinaus errichtete er zehn Bistümer, davon acht in Raszien (Ras, Toplica, Moravica, Dabar, Budimlje, Hvosno, Prizren und Lipljan), und je eines in Zeta (bei Kotor) und Zachlumien (in Ston). Im Zuge der Expansion des serbischen Reiches kamen folgende Bistümer schrittweise hinzu: Belgrad, Braničevo, Niš, Banjska, Lipljan, Velbužd, Skoplje, Tetovo und Debar.
Sava besorgte Neufassungen des Nomokanons und monastischer Typika und widmete sich der Bildungsarbeit am Klerus. Die Glaubensdogmen wurden in einer Redaktion des orthodoxen Synodikons festgelegt. Darin wurden die Lehren der Kirchenväter und die Beschlüsse ökumenischer Konzilien für gültig erklärt und eine Reihe von Häresien, von denen das Bogumilentum am bedeutendsten war, verurteilt. Gemeinsam mit Stefan verfasste Sava eine Vita seines Vaters und schuf so einen Personenkult um Nemanja, der nach seinem Tod als Mönch Simeon heiliggesprochen wurde.
Savas stärkster theologischer Gegner war der Ohrider Erzbischof Demetrios Chomatenos, der die Gründung eines serbischen Erzbistums als unkanonisch verurteilte. Chomatenos' Protest fand nur wenig Gehör, besonders nachdem er Theodor Angelos gekrönt hatte, sehr zum Missfallen des Patriarchen in Nikaia. Außerdem anerkannten Jerusalem, Alexandrien und Antiochien Savas autokephales Erzbistum.
Im Jahr 1253 wurde das Kloster Žiča von Bulgaren und Kumanen geplündert. Der Erzbischofssitz wurde daraufhin in das Kloster Sveti spas bei Peć verlegt.
Das Pećer Kloster blieb bis zur endgültigen Auflösung des Patriarchats im Jahr 1766 Sitz der serbischen Patriarchen, mit Unterbrechungen von 1382 bis 1459, als die Patriarchen wegen der Osmanengefahr in Žiča und in Smederevo residierten.
Infolge der Expansion des Nemanjiden-Reiches kam es zu einer engen Bindung zwischen Kirche und Staat. Alle Nemanjiden stifteten je mindestens ein Kloster, ausgenommen Radoslav, welcher nur einen Zubau zum Kloster Studenica vornehmen ließ. Am bedeutendsten war das von Nemanja gestiftete Athos-Kloster Hilandar. Die serbischen Könige setzten sich aber auch weiterhin für ihre katholischen Untertanen ein, so zog etwa Uroš I. gegen Dubrovnik, um die Rechte des Erzbistums Bar zu verteidigen.

### Patriarchat von Peć

#### 1346 bis 1463
Ende des 13. und Anfang des 14. Jahrhunderts machten sich latinophobe Erscheinungen bemerkbar, die mit der Expansion der ungarischen Könige bzw. Angeviner einhergingen. Mitte des 14. Jahrhunderts waren die Fronten bereits verhärtet: Der Erzbischof von Bar war ein erbitterter Feind der serbischen Kirche, während das Gesetzbuch von Stefan Dušan die Bekehrung zur „lateinischen Häresie“ verbot.
Das Reich Stefan Dušans umfasste das gesamte Erzbistum Ohrid. Nur Zachlumien ging 1326 an die Bosnier verloren, Ston und Pelješac wurden 1333 Dubrovnik gegen eine jährliche Tributzahlung übergeben (500 Silberstücke für das serbische Kloster der Hl. Erzengel in Jerusalem). Dušan plante sich zum Zaren zu ernennen und benötigte ein Gegenstück zum Konstantinopler Patriarchen. Kanonisch wurde dies mit der Tradition begründet, die kirchliche und territoriale Situation anzugleichen, wie es seit der Metropolitanverfassung üblich war. Dušan ließ daher 1346 in Skopje den Pećer Erzbischof Joanikije II. zum Patriarchen ernennen. Sieben Tage später ließ er sich zum „Kaiser der Serben und Griechen“ krönen (eigentlich Kaiser und Autokrator der Serben und Römer, d. h. Byzanz). All dies geschah zwar in Einvernehmen mit dem Tarnowoer Patriarchen, dem Ohrider Erzbischof und dem Athos-Mönchtum, aber ohne Zustimmung des Patriarchen von Konstantinopel.
Die Errichtung des Patriarchats änderte nur wenig an den kirchlichen Zuständen. Die Autokefalie des Erzbistums Ohrid blieb unangetastet, die Athos-Klöster behielten ihre Privilegien. Die Bistümer Skopje, Prizren, Zeta und Raszien wurden zu Metropolien aufgewertet. Das Kloster Lesnovo wurde zum Sitz eines neuen Bistums, das zur Metropolie Skopje gehörte. Die neu hinzugekommenen griechischen Eparchien im Süden wurden mit loyalen Bischöfen besetzt. An den Rechten des Klerus wurde nichts geändert.
In den Jahren 1349 und 1354 wurde das Gesetzbuch Stefan Dušans proklamiert, das wichtige Bestimmungen betreffend das Patriarchat enthielt. Wie in Byzanz oblag die Wahl des Patriarchen einem Rat aus kirchlichen und weltlichen Vertretern, in Einvernehmen mit dem Kaiser; die Bischöfe wurden von einer Synode gewählt. Der Titel des Patriarchen lautete „von Gottes Gnaden Erzbischof und Patriarch aller serbischen und primorischen Länder“ (bis 1375 „Patriarch der Serben und Griechen“). Der Patriarch hatte eine Kanzlei samt Logotheten.
Infolge ihrer Entwicklung zum Patriarchat wurde die Kirche zu einem großen Feudalherrn, der über ausgedehnte Güter (Metochien) und viele Arbeiter verfügte. Die Güter waren bis zum Beginn der osmanischen Eroberungen steuerbefreit und genossen auch andere Privilegien. Zu den Tätigkeiten der Kirche zählten auch die Rodung von Wäldern, die Ansiedlung von Bauern und der Bau von Straßen und Gebäuden. Der Reichtum vermochte einige Priester zu korrumpieren, so dass Ämterkauf vorkam und gelegentlich auch Gewalt angewendet wurde, um lukrative Ämter zu erlangen. Neben Einkommen aus dem Betrieb von Klöstern und Kirchengütern hatten Bischöfe ein Anrecht auf eine Steuer, die von besonderen Vertrauensleuten des Bischofs, den Exarchen, erhoben wurde. Den Exarchen oblag auch die Überwachung der religiös-moralischen Zustände in der Eparchie. Eparchien waren in Parochien unterteilt, später kam das Protopopiat als Organisationseinheit hinzu. Der für eine Parochie zuständige Priester wurde Pope genannt, er wurde vom Bischof im Einvernehmen mit dem Ortsvorsteher bestellt. Allen Popen wurden zur Selbstversorgung drei Äcker zugeteilt, außerdem durften sie erbliches Vermögen in Stiftungen ansammeln, doch mussten auch sie Abgaben an ihren Bischof leisten. Neben den geistlichen Tätigkeiten war der Landbau die Hauptbeschäftigung der einfachen Priester.
Eine wichtige Rolle kam dem Kirchengericht zu, ihm oblag u. a. die straf- und privatrechtliche Gerichtsbarkeit über Angehörige der damals zahlreichen Kirchengüter. Die Seelsorge und Beichte wurde besonders vertrauenswürdigen Priestern und Mönchen überantwortet. Gesetzliche Bestimmungen gegen das Heidentum, Aberglauben und Hexerei stärkten die Stellung der Kirche.
Die Proklamation des Pećer Patriarchats rief zunächst keine Reaktion des Konstantinopler Patriarchen hervor. Erst nach Bemühungen Kaiser Johannes’ Kantakuzenos verhängte der Konstantinopler Patriarch Kallixtos I. im Jahr 1352 ein Anathema gegen den Zaren Dušan und den Patriarchen Joanikije II. Die größte Kritik kam aber nicht etwa aus Konstantinopel, sondern aus Serbien selbst. Viele Serben waren gegen die eigenmächtige Einsetzung eines serbischen Patriarchen und sahen darin ein Abrücken von der Savaschen Ordnung. Außerdem hatte das Anathema konkrete Auswirkungen: viele griechische Athos-Mönche weigerten sich, gemeinsam mit Serben, die eine anathemisierte Kirchenführung hatten, an Gottesdiensten teilzunehmen, besonders nachdem Byzanz die Kontrolle über den Athos wiedererlangt hatte.
Infolge einer wachsenden Bedrohung durch die Osmanen kam es mehrmals zu Annäherungsversuchen zwischen Konstantinopel und Peć. Zunächst gab es 1368 eine Teilunion zwischen Jovan Uglješa und dem Patriarchen von Konstantinopel. Uglješa, Bruder des serbischen Königs Vukašin, herrschte als Despot über Serres und Drama. Er übergab die Pećer Eparchien auf seinem Gebiet dem Patriarchat von Konstantinopel und ernannte den Metropoliten von Drama zum Exarchen. Nach der Niederlage der Mrnjavčevićs bei der Schlacht an der Maritza 1371 unternahmen Johannes Paleologos, Lazar Hrebeljanović und der Athos-Mönch Isaiah erneut Anstrengungen zur Aussöhnung. Schließlich anerkannte Patriarch Philotheos 1375 das serbische Patriarchat, das Anathema wurde aufgehoben. Die einzige Bedingung war, dass die Serben bei einer erneuten Expansion die griechischen Bischöfe und Metropoliten in Ruhe lassen.

#### 1557 bis 1766

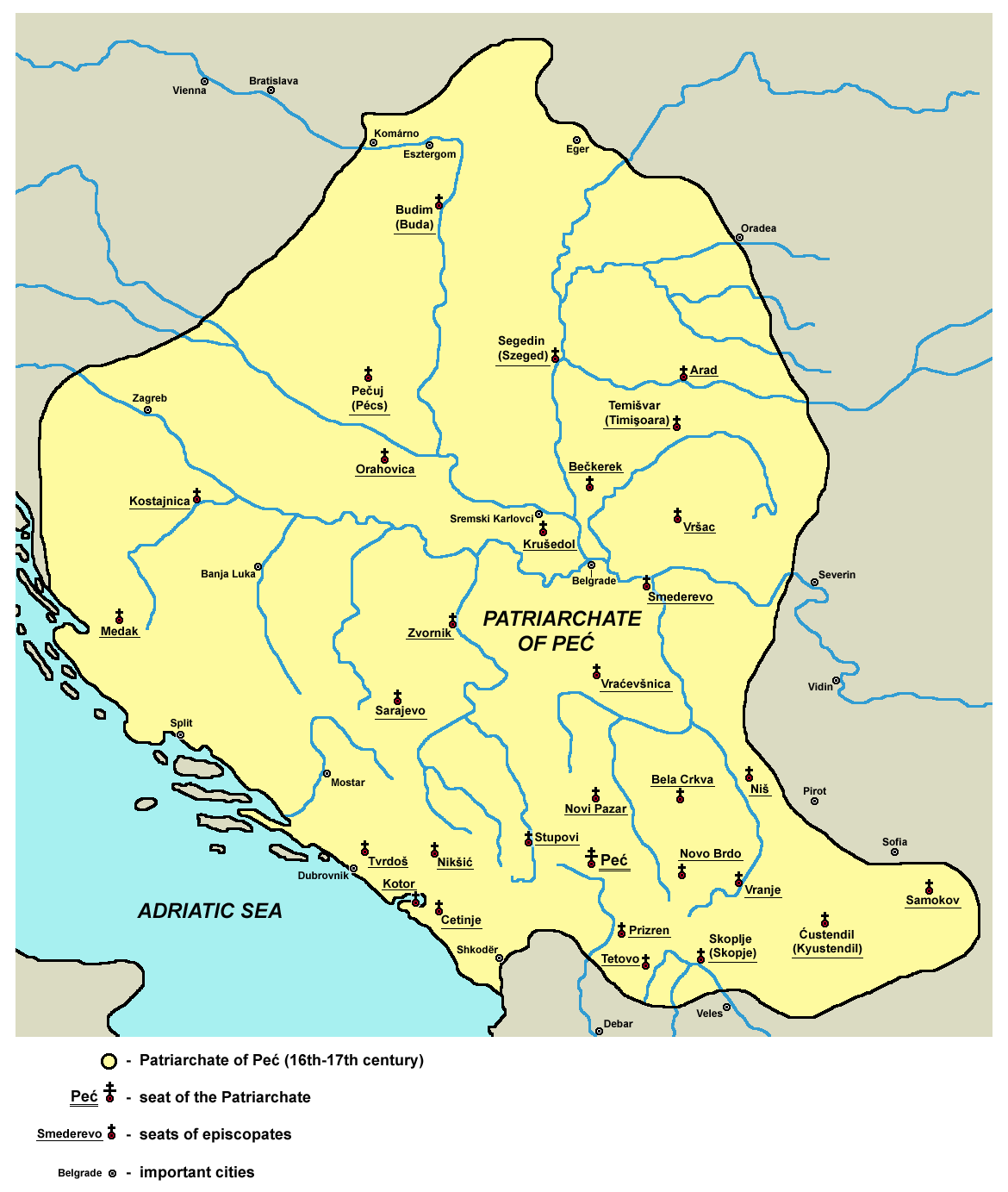
Gebiet des Patriarchats von Peć im 16. und 17. Jahrhundert.

Während der Jahrhunderte der osmanischen Herrschaft war die orthodoxe Kirche eine wichtige Trägerin der serbischen Kultur. Die Osmanen verboten anfangs sowohl einen serbischen Patriarchen als auch einen Erzbischof und unterstellten die Serbisch-Orthodoxe Kirche dem ökumenischen Patriarchat in Konstantinopel. Doch 1557 gestatteten sie einen Patriarchen für Serbien, und dieser war oftmals Vorsprecher der Serben bei der Hohen Pforte. Das Patriarchat von Peć, so die damalige Bezeichnung für die serbische Kirche, umfasste Serbien, Montenegro, Bosnien-Herzegowina, Kroatien, den Norden Nordmazedoniens und Südostbulgarien, sowie Ungarn und Siebenbürgen. Viele Patriarchen arbeiteten an einer Befreiung von der osmanischen Fremdherrschaft, und die ersten Aufstände der Serben gegen die Osmanen wurden von Bischöfen geleitet: Bischof Todor in der Vojvodina (1593–1606/1607), Bischof Visarion in der Herzegowina (1597–1609), Patriarch Arsenije III. (1688/1689) und andere. Montenegro, als periphere Zone des osmanischen Herrschaftsgebiets, wurde Jahrhunderte von Bischöfen geleitet.
1766 unterstellten die Osmanen das serbische Patriarchat wieder dem ökumenischen Patriarchen, doch die Erzbischöfe in der Vojvodina und in Montenegro, wo die Osmanen nicht herrschten, blieben autonom und führten die Tradition des serbischen Patriarchats weiter.

### Erzbistum von Krušedol-Karlovci (1708–1920)

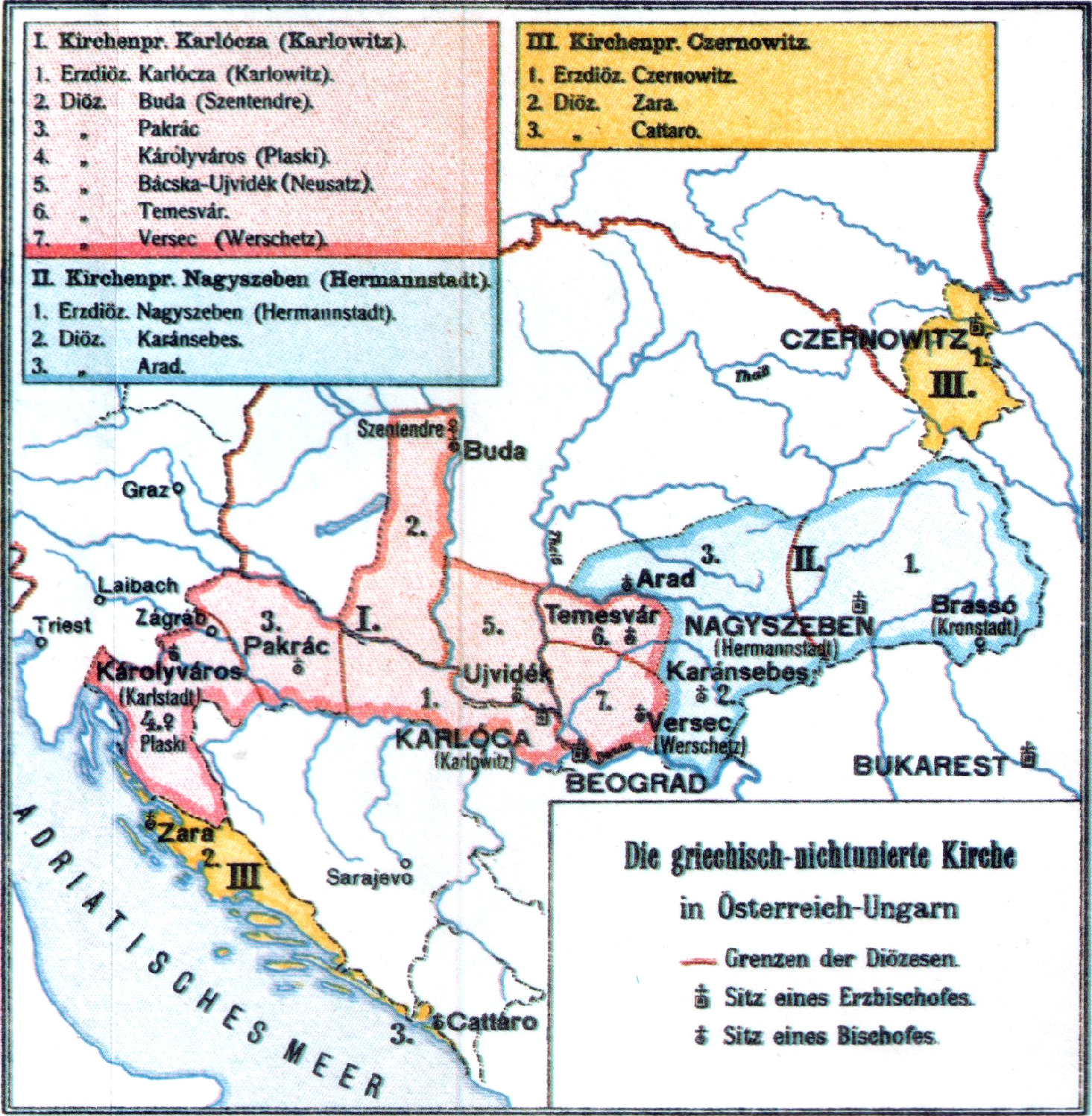
Karte der orthodoxen Bistümer in Österreich-Ungarn (1909)

Viele Serben siedelten sich ab 1690 auf habsburgischem Gebiet in Südungarn an, da sie nicht mehr unter osmanischer Herrschaft stehen wollten. Kaiser Leopold I. gewährte ihnen zahlreiche Sonderrechte, erwartete im Gegenzug von den dort ansässigen „Wehrbauern“ aber die Verteidigung des Grenzgebiets. 1708 wurde das orthodoxe Erzbistum von Krušedol (1713 Sitz in Karlovci) gegründet. Der Erzbischof war geistliches Oberhaupt der orthodoxen Serben und anfangs auch der orthodoxen Rumänen des Habsburgerreichs. Die auf habsburgischem Gebiet liegende Erzbistum von Karlovci erlangte in der Folgezeit immer mehr an Bedeutung und wurde schließlich 1848 von den österreichischen Behörden zu einem autokephalen Patriarchat erhoben (bis 1920).
Mit der Erneuerung des serbischen Staates Anfang des 19. Jahrhunderts wurde auch die Selbstständigkeit des Erzbistums von Belgrad erneuert. Aufgrund der politischen Verhältnisse war die serbisch-orthodoxe Kirche jedoch nicht geeint. Neben dem Erzbistum von Belgrad gab es das Erzbistum von Sremski Karlovci in der Vojvodina und Südungarn, das Erzbistum von Montenegro und die serbisch-orthodoxe Kirche in Bosnien-Herzegowina und Dalmatien (1878 zu Österreich-Ungarn), deren Leitung dem orthodoxen Erzbischof der Bukowina und Galiziens oblag.

### Serbisches Patriarchat (seit 1920)
Nach dem Ersten Weltkrieg wurde mit der Gründung des Königreichs der Serben, Kroaten und Slowenen (später: Königreich Jugoslawien) auch die Vereinigung der serbisch-orthodoxen Kirche möglich. Der serbischen Kirche wurde vom ökumenischen Patriarchen die Autokephalie zugestanden und der Metropolit von Belgrad, Dimitrije Pavlović, wurde 1920 als erster Patriarch des erneuerten serbischen Patriarchats anerkannt.
Im Zweiten Weltkrieg hatte die serbisch-orthodoxe Kirche schwerste Opfer zu beklagen. Allein unter der Herrschaft der vorwiegend katholischen Ustascha-Faschisten in Kroatien wurden drei Bischöfe und 515 Priester ermordet. Der serbische Patriarch Gavrilo Dožić wurde 1941 in verschiedenen Klöstern unter Hausarrest gestellt und 1944 als „Ehrenhäftling“ in das Konzentrationslager Dachau eingewiesen, aus dem er wenig später wieder entlassen wurde. Patriarch Gavrilo erlebte das Kriegsende außer Landes und konnte im Herbst 1946 ins nunmehr sozialistische Jugoslawien zurückkehren.

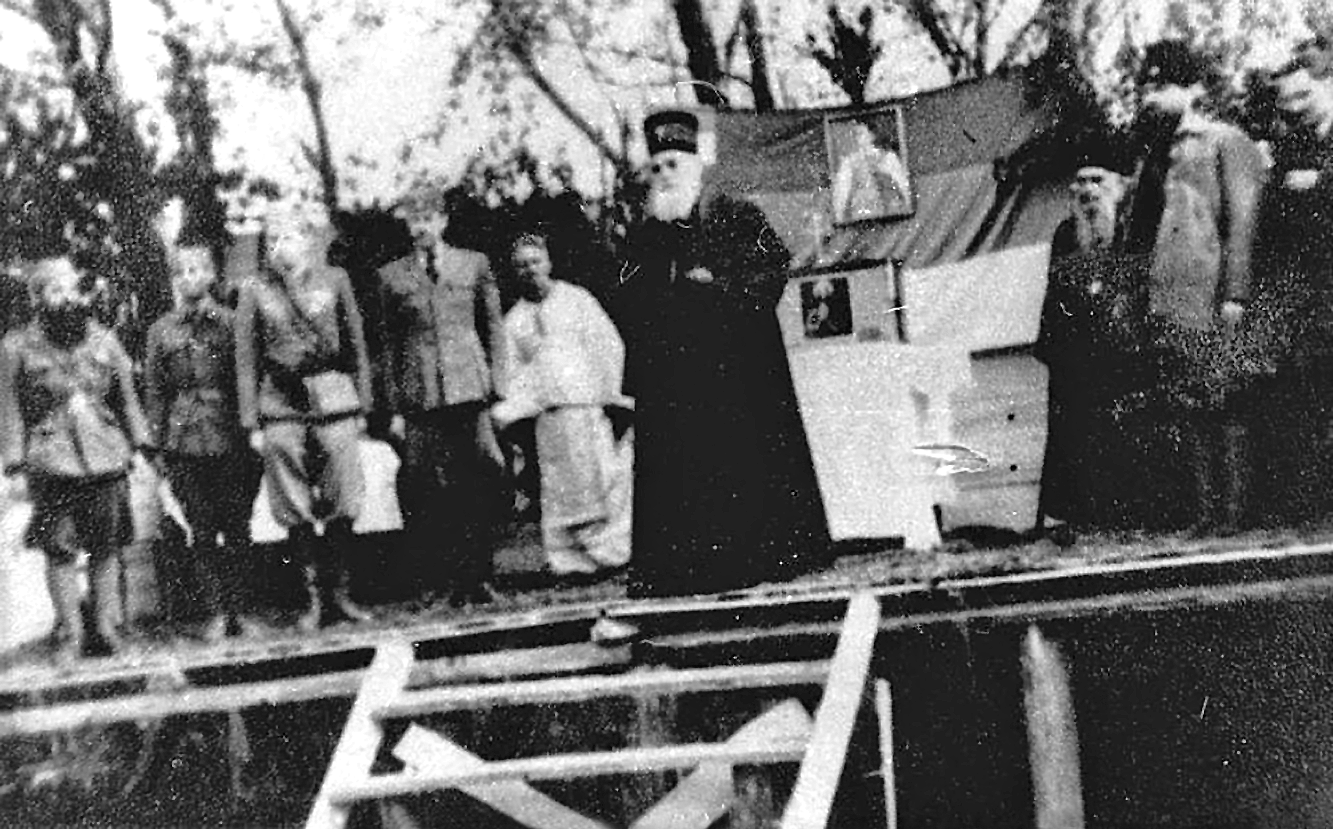
Der serbisch-orthodoxe Patriarch Gavrilo (Mitte) in Slowenien, 1945. Rechts von ihm stehen Bischof Nikolaj, Tschetnik-Vojvode Momčilo Đujić und Faschistenführer Dimitrije Ljotić. Links von ihm Milan Cvjetićanin, der Kommandeur des bosnischen Tschetnik-Korps „Gavrilo Princip“ und Miodrag Damjanović, General des Serbischen Freiwilligen-Korps u. a.

Dem faschistischen Terror folgte die Zeit des sozialistischen Jugoslawien unter Führung des Bund der Kommunisten mit Tito an der Spitze. Obwohl die Beziehungen der jugoslawischen Kommunisten zur serbisch-orthodoxen Kirche nicht optimal waren, gestand man ihr doch Freiheiten zu, die in Ostblockstaaten undenkbar gewesen wären.

### Zerfall Jugoslawiens
Nach dem geopolitischen Wandel in den 1990er Jahren wurde auch in Jugoslawien ein Mehrparteiensystem eingeführt, es fanden freie Wahlen statt und in allen Teilrepubliken errangen nationalistische Parteien die Macht, deren Ziel es war, jeweils unabhängige Nationalstaaten zu gründen. In Serbien konnten sich die Nachfolger der Kommunistischen Partei in der Regierung behaupten, die aber fortan auf eine nationalistische Ideologie setzten. Da sich sie serbische Orthodoxie als historische und traditionelle Hüterin des nationalen Bewusstseins sah, näherte sie sich der Regierung an, die wiederum versuchte sie für ihre Interessen zu instrumentalisieren. Eine ähnliche Entwicklung vollzog sich auch in den weiteren Teilrepubliken.
Die serbische Orthodoxie unterstützte einen in Teilen völkischen Nationalismus, der sich auch auf Mythen berufend quasireligiöse Züge annahm. Es kam zum wiedererstarken einer religiös-nationalistische Identitätspolitik und der orthodoxen Strömung des Phyletismus, wonach die Kirche ist in erster Linie dazu da, einer bestimmten Nation zu dienen.
In den Jugoslawienkriegen unterstützte die Serbisch-Orthodoxen Kirche weitestgehend die nationalistische Idee eines "Großserbien". Patriarch Pavle rechtfertigte die Angriffe auf Bosnien und Kroatien als "Verteidigungskriege" Serbiens. Es kam zu Segnungen von Kämpfern, die muslimische bosnischen Zivilisten ermordeten.
In ihrer Eigendarstellung, blieb sie ihrem christlichen Selbstverständnis treu.

### Seit 2020

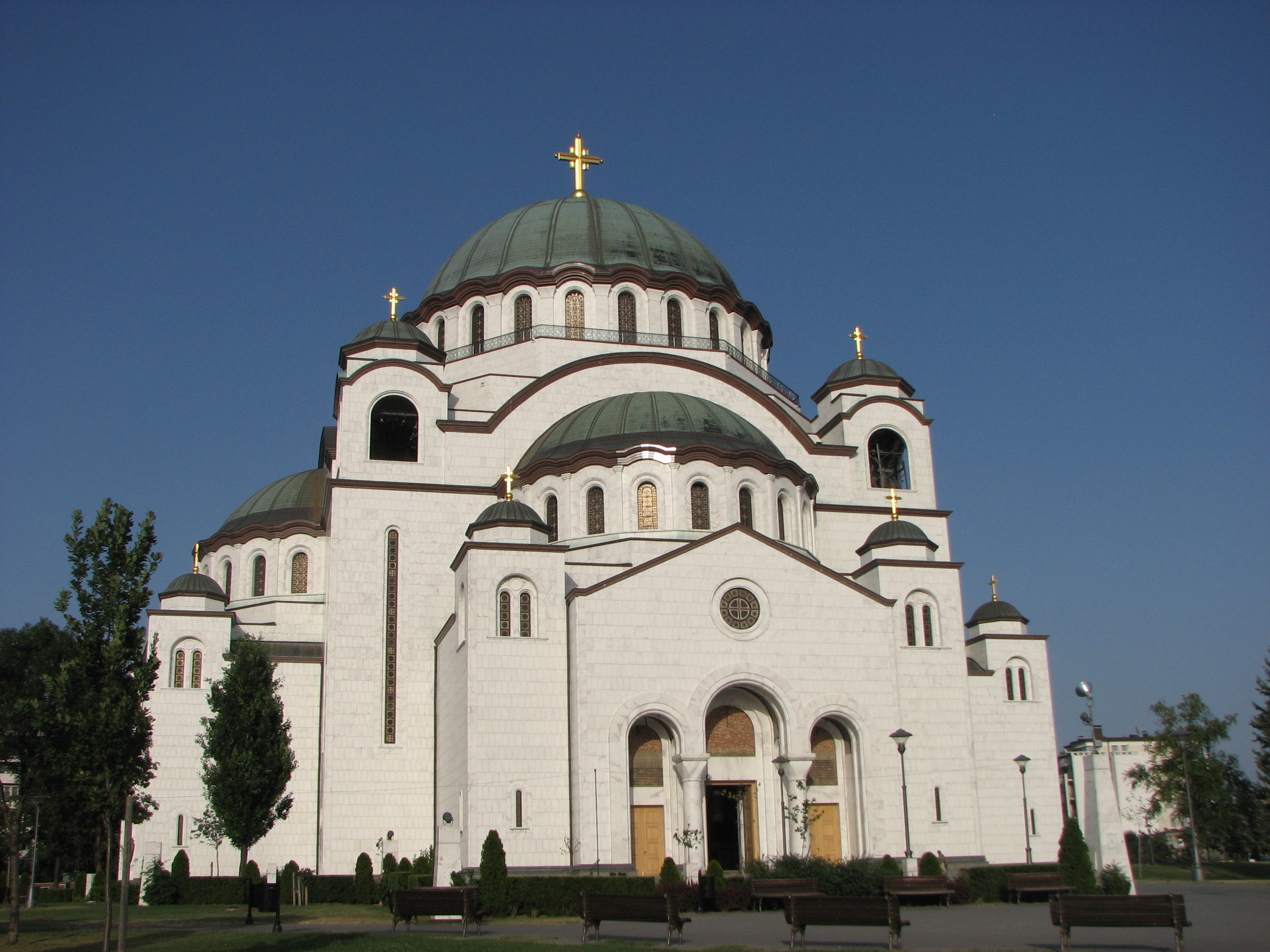
Die serbisch-orthodoxe Kathedrale Hl. Sava in Belgrad

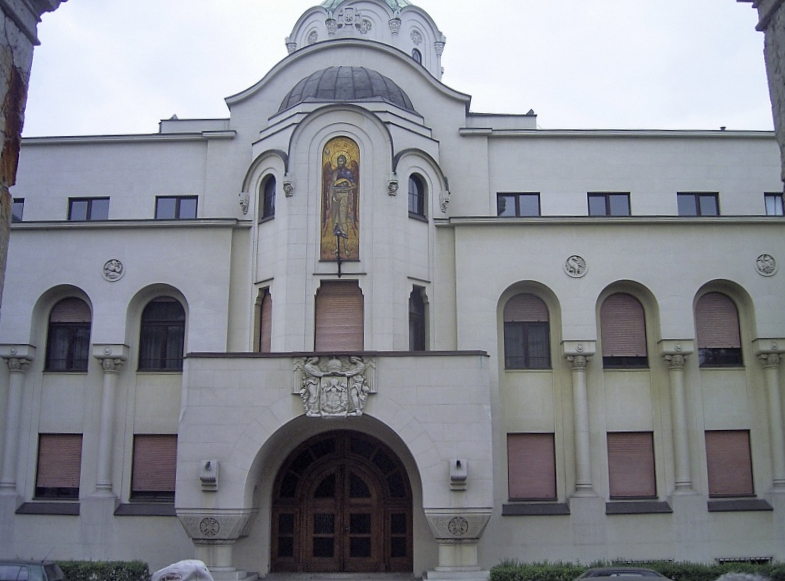
Der aktuelle Sitz des serbisch-orthodoxen Patriarchen, Belgrad

Heute gehören der serbischen-orthodoxen Kirche 40 Diözesen in der ganzen Welt mit gut 3600 Gemeinden und 2000 Priestern an. Rund 80 Prozent der elf Millionen Serben weltweit bekennen sich zur orthodoxen Kirche. In der Kirche gibt es über 200 aktive Klöster mit etwa 230 Männern und 1000 Frauen, die ihr weltliches Leben dem mönchischen Dasein geweiht haben. Außerdem gibt es sechs theologische Fakultäten in Belgrad (Hauptstadt Serbiens), Kragujevac (Zentralserbien), Sremski Karlovci (Nordserbien), Cetinje (Montenegro), Foča (Bosnien und Herzegowina) und in Prizren (Kosovo); die Fakultät von Prizren wurde 1999 wegen des Kosovokrieges nach Niš (Südserbien) verlegt. Des Weiteren existieren in Belgrad und in Libertyville (Vereinigten Staaten) zwei theologische Hochschulen, ein theologisches Institut in Belgrad sowie eine geistliche Akademie in Foča.
Metropolit von Belgrad und Sremski Karlovci, Erzbischof von Peć und serbischer Patriarch war von 2010 bis zu seinem Tod im November 2020 Irinej; Nachfolger seit dem 18. Februar 2020 ist Porfirije Perić.
Die in Deutschland lebenden Angehörigen der serbisch-orthodoxen Kirche werden von Bischof Grigorije Durić seelsorgerisch betreut. Bischofssitz der Eparchie von Düsseldorf und ganz Deutschland war von 1978 bis 2015 Hildesheim-Himmelsthür, mit der Mariä-Entschlafens-Kirche als Kathedralkirche und dem Kloster der Allheiligen Gottesmutter, dann bis 2018 Frankfurt am Main.
Die in Österreich, der Schweiz, Italien und Malta lebenden Angehörigen der serbisch-orthodoxen Kirche werden von Bischof Andrej Ćilerdžić mit Sitz in Wien seelsorgerisch betreut (siehe Serbisch-orthodoxe Diözese Österreich-Schweiz).
Die serbisch-orthodoxe Kirche ist Mitglied des Weltkirchenrates. Seit 1967 ist die Publikation Pravoslavlje (Orthodoxie) die Zeitung der Kirche.

## Serbisch-Orthodoxe Kirche in Montenegro
2006 rief Montenegro die Unabhängigkeit aus. Die serbisch orthodoxe Kirche ist mit Kirchen im Klöstern im Montenegro aktiv.
Die Serbisch-Orthodoxe Kirche weigerte sich bis 2022 in Montenegro als juristische Person registrieren zu lassen, wie das andere Religionsgemeinschaften, wie etwa die Römisch Katholische Kirche oder die Muslimische Gemeinschaft getan hatten.
Ende Dezember 2020 verabschiedete das Parlament von Montenegro ein Gesetz über die Religionsfreiheit. Danach sollten alle Objekte und Liegenschaften, die zurzeit der Serbisch-Orthodoxen Kirche in Montenegro gehören, dem Staat übertragen werden sofern die Kirche nicht nachweisen kann, dass sie diese schon vor 1918 besaß. Dies ging von der Grundannahme aus, dass es nach Ende des Ersten Weltkrieges im Rahmen der Gründung des Königreichs Jugoslawien zu einer gewaltsamen Besetzung Montenegros durch die serbische Armee kam. Wenig später wurde die bis dahin selbständige Montenegrinisch-Orthodoxe Kirche (MPC) dem Patriarchen der SOK untergeordnet, der seinen Sitz in der serbischen Hauptstadt Belgrad hat. Daher, so die Schlussfolgerung, seien auch die kirchlichen Besitztümer widerrechtlich an das serbische Patriarchat übergegangen.
Der Belgrader Patriarch Porfirije und Montenegros Premier Dritan Abazovic unterzeichneten 2022 ein Abkommen, das die Beziehungen von Staat und Serbischer Kirche in Montenegro regeln soll. Die SOK in Montenegro wolle die Verfassung und die Gesetze des Landes respektiere, so Patriarch Porfirije und sich stets für eine demokratischen und menschlichen Gesellschaft einsetzen.
In der Vergangenheit kam es immer wieder zu russisch- und serbisch-nationalistischen Aussagen von Würdenträgern der SOK in Montenegro. Der montenegrinische Metropoliten Joanikije II. Mićović lobte Draža Mihailović, den wichtigsten Tschetnik-Führer auf Seiten der deutschen Nazis im Zweiten Weltkrieg. Bischof Metodije Ostojić sieht in Russland die "Hoffnung für die gesamte freiheitsliebende Welt. (...) Im heiligen Russland gibt es Hoffnung auf die Erlösung nicht nur der orthodoxen Völker, sondern ganz Europas und der Welt."
Der montenegrinische Historiker Boban Batrićević kritisierte 2023, dass die Priester der serbisch-orthodoxen Kirche in Montenegro nicht den Glauben an Christi predigen, sondern über serbischen Nationalismus reden würden. Batrićević wurde wegen seinen Aussagen von der montenigrinischen Justiz angeklagt.

## Serbisch-Orthodoxe Kirche im Kosovo

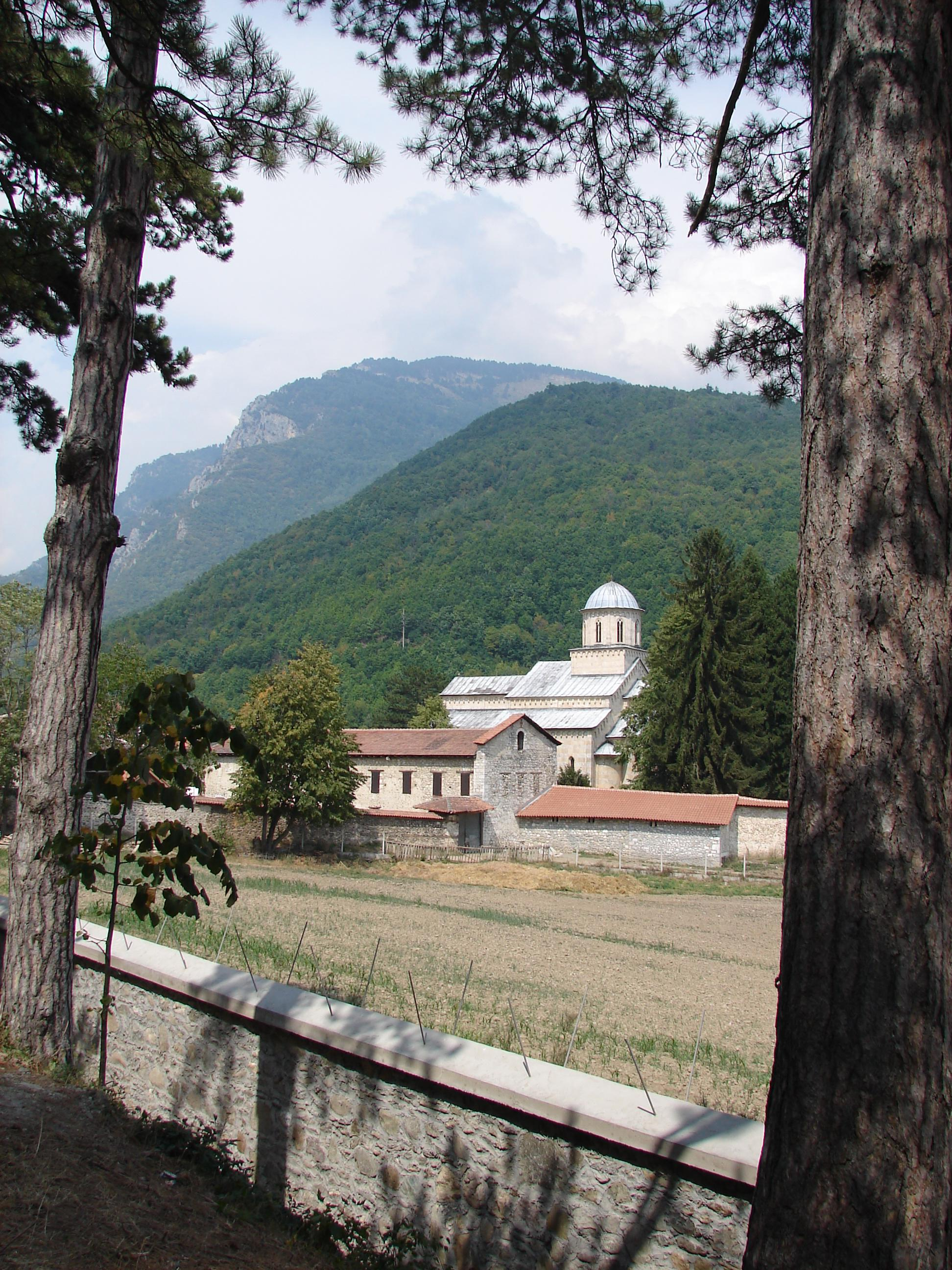
Kloster Dečani südlich von Peja

Die Serbische Orthodoxe Kirche ist ein wichtiger Bestandteil des politischen Anspruchs Serbiens auf das Kosovo. Auch wenn die früher serbische Provinz heute ein unabhängiger Staat ist, stehen dort bedeutende Klöster und Kirchen der Serbisch Orthodoxen Kirche. Die Kirche unterstützt die serbische Minderheit im Kosovo, unter Berufung auf die teilweise mythische Bedeutung des Territoriums für die geschichtliche und religiöse Identität Serbiens. Patriarch Peric bezeichnete das Kosovo als die „geistliche und nationalen Wiege“ der Serben; die serbische Mutterkirche werde immer an der Seite der orthodoxen Serben im Kosovo stehen.
Während des Kosovo-Krieges waren Einrichtungen der Serbisch-Orthodoxen Kirche immer wieder Angriffen kosovo-albanischer Nationalisten der UÇK ausgesetzt.
Am Abend des 17. Februar 2008 als in Pristina die Unabhängigkeit des Kosovo gefeiert wurden, trat in Belgrad die Heilige Synode der Serbischen Orthodoxen Kirche zu einer außerordentlichen Sitzung zusammen und verurteilte die Deklaration des kosovarischen Parlaments aufs Schärfste. In seiner Stellungnahme betonte der Hl. Synod, dass „Kosovo und Metohija integraler Bestandteil Serbiens war und bleiben muss“. Deshalb halte die SOK den einseitigen Akt Kosovos für null und nichtig; er sei vielmehr ein Akt der Gewalt über Recht und Gerechtigkeit.
Dieser Verurteilung schlossen sich die meisten anderen orthodoxen Kirchen an. Die Georgische Orthodoxe Kirche schickte sogar eine offizielle Delegation nach Serbien, um der serbischen Kirche ihre „brüderliche Verbundenheit“ zu bekunden, auch vor dem Hintergrund dass die georgischen Provinz Abchasien ebenfalls nach Unabhängigkeit strebt. In der katholischen Welt fielen die Reaktionen gemischt aus: Während der Vatikan beide Konfliktparteien zur Mäßigung und Gewaltverzicht aufrief, begrüßten die albanischen Katholiken im Kosovo die Unabhängigkeit des Kosovo.
Im September 2023 überfiel eine Gruppe von 30 Serbischen Nationalisten den Ort Banjska im Kosovo unweit der Grenze zu Serbien und erschossen einen kosovarische Polizisten. Anschließend zogen sich die Angreifer in das serbisch-orthodoxes Kloster Banjska zurück, das in der Folge von der kosovarischen Polizei belagert und zurückerobert wurde. Dabei wurden drei Milizmitglieder erschossen, sechs wurden festgenommen und weitere Angreifer konnten nach Serbien entkommen. Im Kloster wurden zahlreiche Waffen beschlagnahmt. Unter den Geflüchteten war der Vizepräsident der Partei Serbische Liste, Milan Radoičić. Der serbische Präsident Aleksandar Vucic sprach von einer Rebellion gegen den kosovarischen Ministerpräsidenten Kurti, der den Serben Rechte verweigere und wiederholte, dass Serbien einen unabhängigen Kosovo niemals anerkennen werde.
Das Kloster Dečani der Eparchie Raszien-Prizren ist eines der bedeutendsten serbisch-orthodoxen Heiligtümer war immer wieder im Visier kosovo-albanischer Nationalisten. Während des Kosovo Krieges wurde auch das Kloster angegriffen. Seit dem Einmarsch der NATO im Kosovo 1999 wird das Kloster durch internationale Militärkräfte geschützt. Nach jahrelangem Streit entschied die Kosovarische Regierung von Ministerpräsident Kurti 2024, dass das serbisch-orthodoxe Kloster Dečani im Kosovo mehrere Hektar an enteignetem Grundbesitz vom Staat zurückbekommen solle. Kurti verwies auf den Druck des Europarats, der Fortschritte bei der Umsetzung des Urteils zur Bedingung für eine Mitgliedschaft des Kosovo mache.

## Politische Rolle der Serbisch-Orthodoxen Kirche

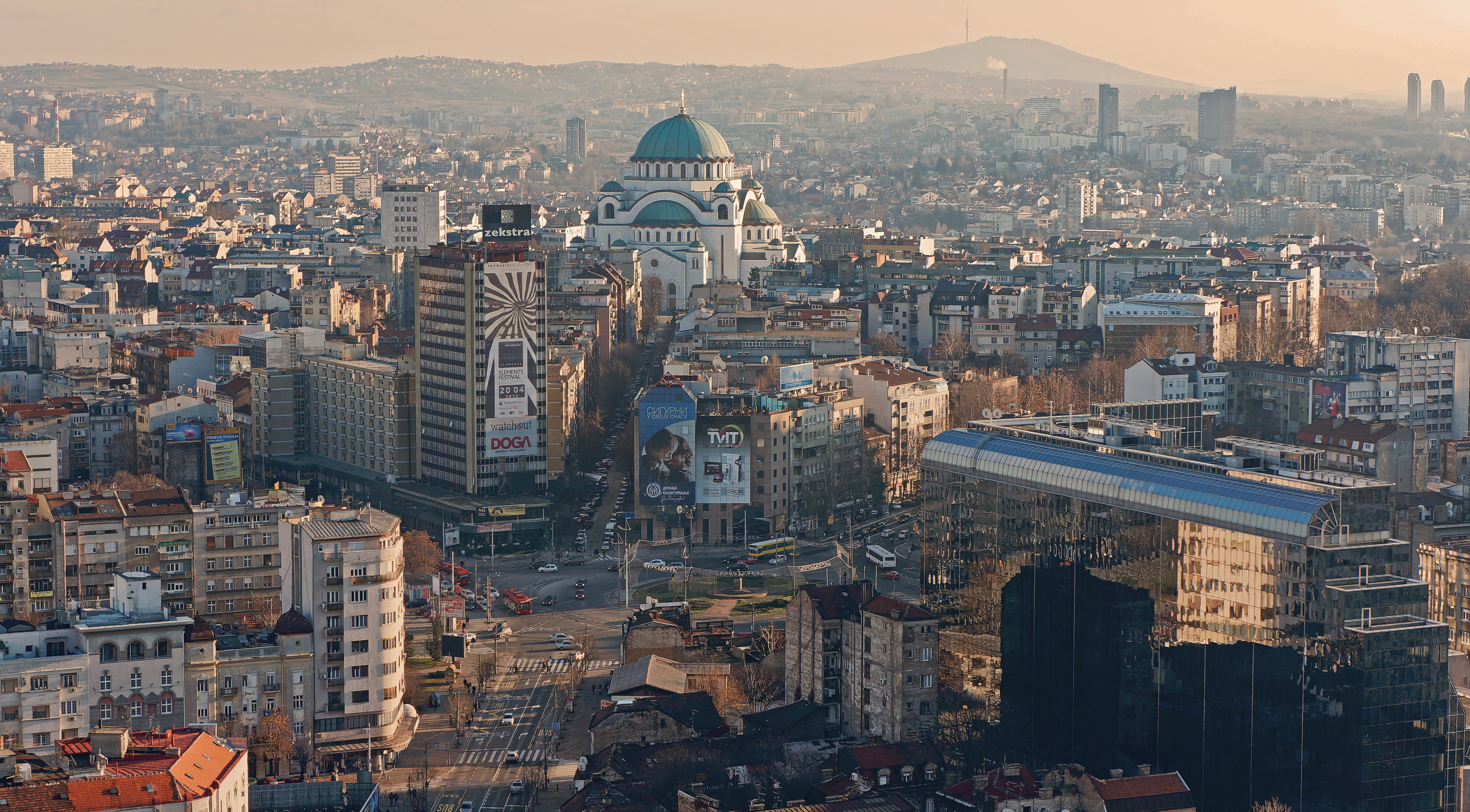
Blick auf de Dom des Heiligen Sava in Belgrad

Ivan Videnović von der Universität Belgrad sieht die Rolle der Serbisch Orthodoxen Kirche nie nur in der einer religiösen Institution. Die SOK mit ihrer Doktrin 'ein Glaube, ein Volk' war demnach in allen Phasen der modernen Geschichte des Balkans, auf die sie Einfluss hatte, ein wichtiger politischer Akteur. Sie konnte nach dem Ende von Titos-Jugoslawien in kurzer Zeit ihren Einfluss wieder ausweiten.
Laut dem Politikwissenschaftler Krsto Lazarević geht die Renaissance eines chauvinistischen Nationalismus seit 1990er einher mit einer Renaissance der serbisch-orthodoxen Kirche. Auch deswegen gingen die beiden "im heutigen Serbien Hand in Hand".
Der auch weltliche Machtanspruch der SOK wird in Belgrad durch den Dom des Heiligen Sava untermauert. Der Dom ist die Größte Kirche des Balkans, auf ihr steht ein 12 Meter hohes vergoldetes Kreuz; in der Kirche finden bis zu 12.000 Menschen Platz. Der Heilige Sava gilt als Stifter der Orthodoxen Kirche in Serbien; besonders während der 400 Jahre langen Herrschaft der Osmanen über die Serben ab 1456 diente er als Symbol nationaler Identität und der Hoffnung auf einen serbischen Staat.

## Eparchien

Eparchien der Serbisch-Orthodoxen Kirche

Die serbisch-orthodoxe Kirche umfasst folgende Eparchien:
- Serbien:
  - Erzbistum Belgrad und Karlovci (Belgrad)
  - Eparchie Bačka (Novi Sad)
  - Eparchie Banat (Vršac)
  - Eparchie Braničevo (Požarevac)
  - Eparchie Kruševac (Kruševac)
  - Eparchie Mileševa (Mileševa)
  - Eparchie Niš (Niš)
  - Eparchie Srem (Sremski Karlovci)
  - Eparchie Šabac (Šabac)
  - Eparchie Šumadija (Kragujevac)
  - Eparchie Timok (Zaječar)
  - Eparchie Valjevo (Valjevo)
  - Eparchie Vranje (Vranje)
  - Eparchie Žiča (Kraljevo)
- Kosovo
  - Eparchie Raszien-Prizren (Prizren), diese Eparchie im Kosovo betrachtet sich weiter als zu Serbien gehörig

- Bosnien und Herzegowina:
  - Metropolie von Dabar und Bosnien (Sarajevo)
  - Eparchie Banja Luka (Banja Luka)
  - Eparchie Bihać und Petrovac (Bosanski Petrovac)
  - Eparchie Zahumlje und Herzegowina (Mostar)
  - Eparchie Zvornik und Tuzla (Zvornik)

- Montenegro:
  - Metropolie von Montenegro und dem Küstenland (Cetinje)
  - Eparchie Budimlja und Nikšić (Nikšić)

- Kroatien und Slowenien:
  - Metropolie von Zagreb und Ljubljana (Zagreb), auch für Slowenien
  - Eparchie Dalmatien (Šibenik)
  - Eparchie Ober Karlovac (Karlovac)
  - Eparchie Osijek und Baranja (Dalj)
  - Eparchie Pakrac und Slawonien (Jasenovac)

- Nordmazedonien (seit 5. Juni 2022 Autokephal als Mazedonisch-Orthodoxe Kirche – Erzbistum Ohrid):
  - Erzbistum von Ohrid und Skopje (Skopje)
  - Eparchie Veles und Vardar (Veles)
  - Eparchie Polog und Kumanovo (Kumanovo)
  - Eparchie Prespa und Pelagonia (Bitola)
  - Eparchie Debar und Kičevo (Debar)
  - Eparchie Bregalnica (Štip)
  - Eparchie Strumica (Strumica)

- Deutschland
  - Eparchie von Düsseldorf und ganz Deutschland

- Ungarn, Tschechische Republik und Slowakei
  - Eparchie Buda (Szentendre)

- Rumänien:
  - Eparchie Temišvar (Timișoara)

- Weltweit: Stockholm (Schweden, Island, Vereinigtes Königreich, Dänemark, Finnland und Norwegen), Paris (Frankreich, Spanien und Benelux), Campbellville-Milton (Kanada), Mars (Ost-USA), Third Lake (Mittel-USA), Alhambra (West-USA, Alaska und Mexiko), Sydney (Australien und Neuseeland), Buenos Aires (Südamerika), Wien (Österreich, Schweiz, Italien und Malta)

Außerdem existieren noch folgende Eparchien als Titularbistümer:
Jegar, Dečani, Peč und Hvosno (in Serbien bzw. Kosovo), Ostrog (in Montenegro), Hum (in Bosnien)
Die Gemeinschaft mit der serbisch-orthodoxen Kirche erkannten 1988 auch Teile der spanisch-orthodoxen Kirche (Iglesia Ortodoxa Española) und 2004 ebenso Teile der französisch-orthodoxen Kirche (auch Orthodoxe Kirche des westlichen (lateinischen) Ritus in Frankreich – Union des Associations Cultuelles Orthodoxes de Rite Occidental) an. Beide unterstehen formell der Jurisdiktion des serbisch-orthodoxen Bischofs für Westeuropa (Frankreich, Spanien und Benelux-Staaten). So genannte nichtkanonische Kirchen können um die Jurisdiktion einer kanonischen Kirche ansuchen, um so in die ganze Kommunion mit der orthodoxen Weltkirche zu gelangen.

## Kirchengebäude weltweit (Auswahl)

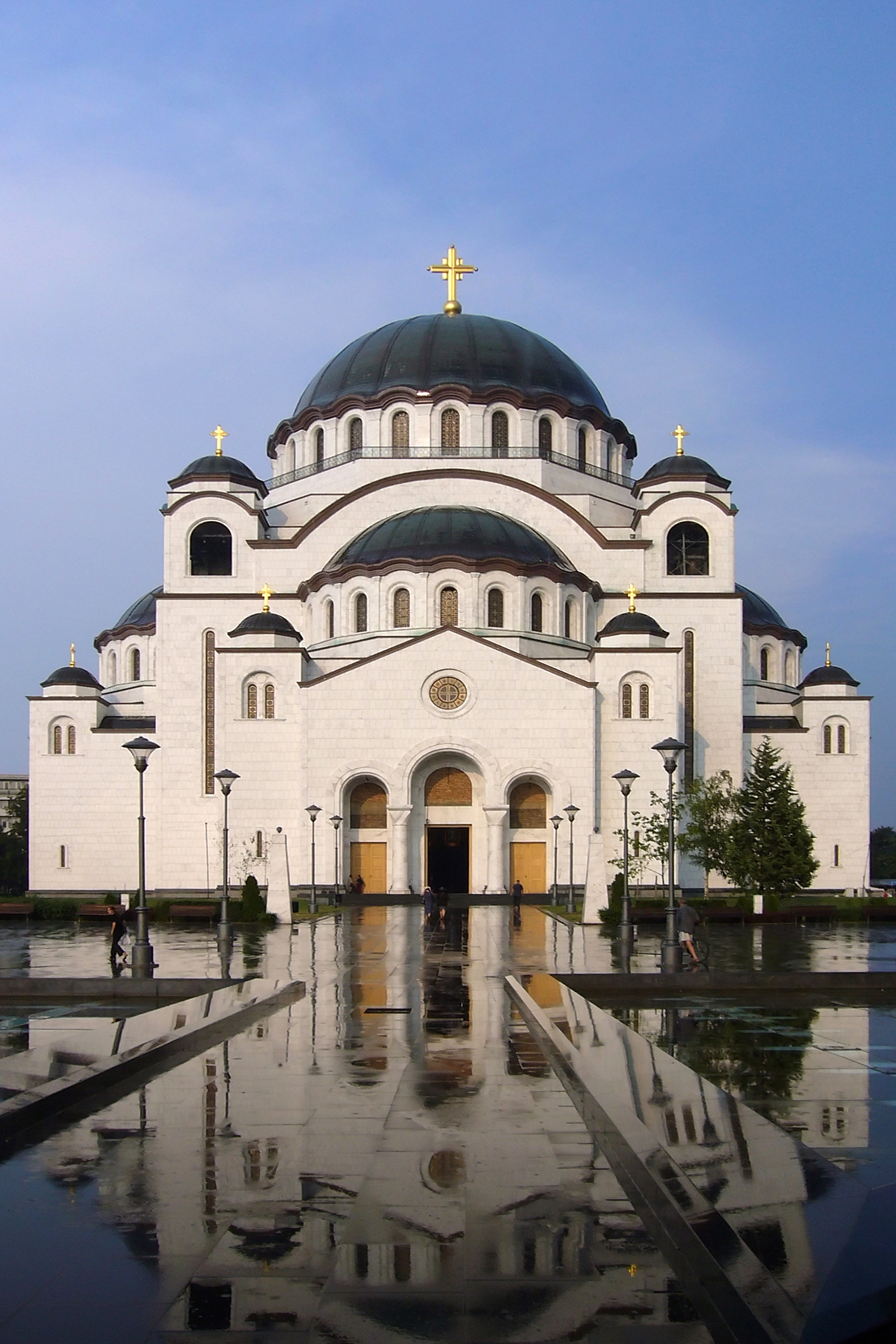
Dom des Heiligen Sava, Serbien
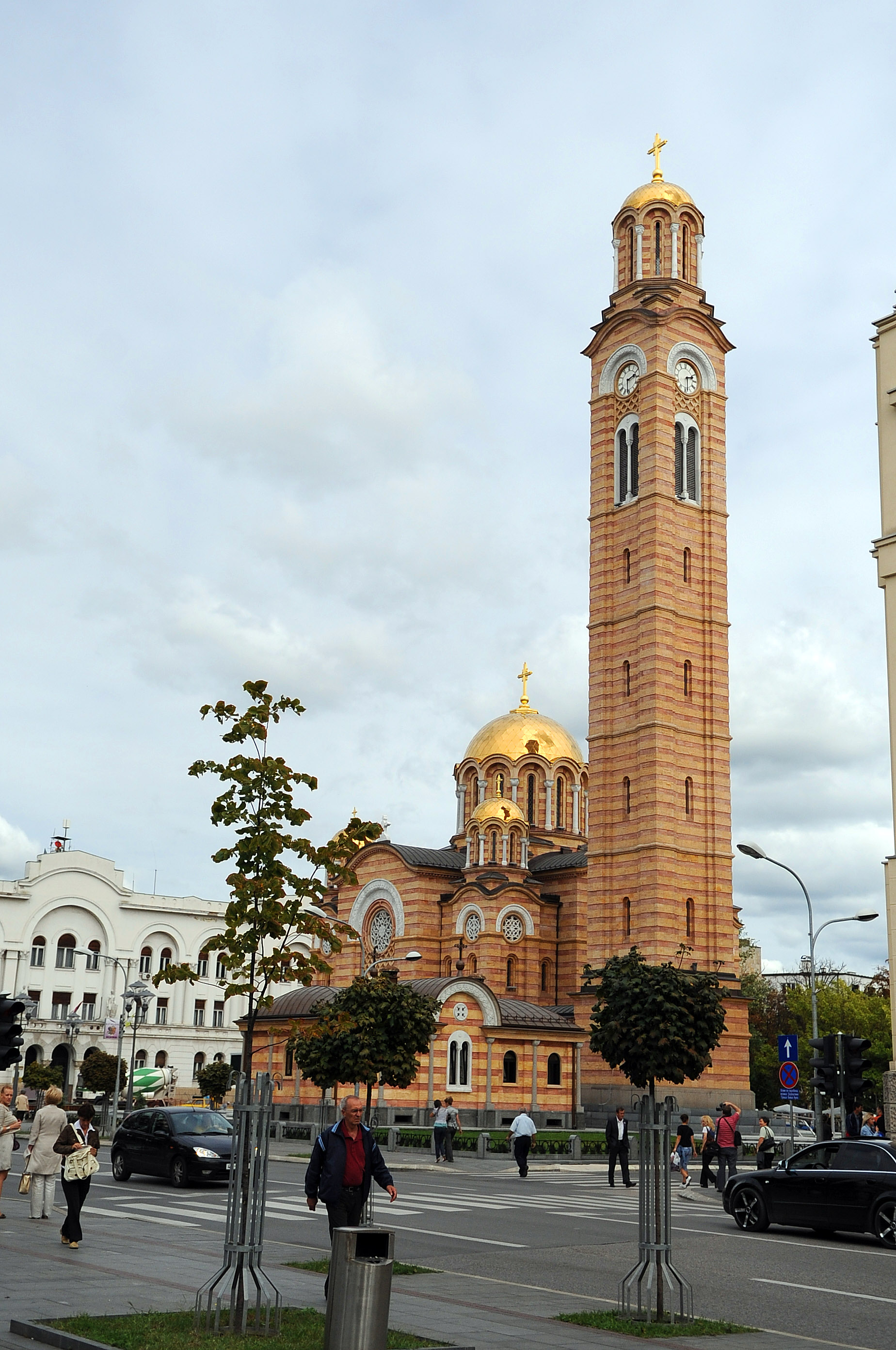
Christ-Erlöser-Kathedrale in Banja Luka, Bosnien und Herzegowina
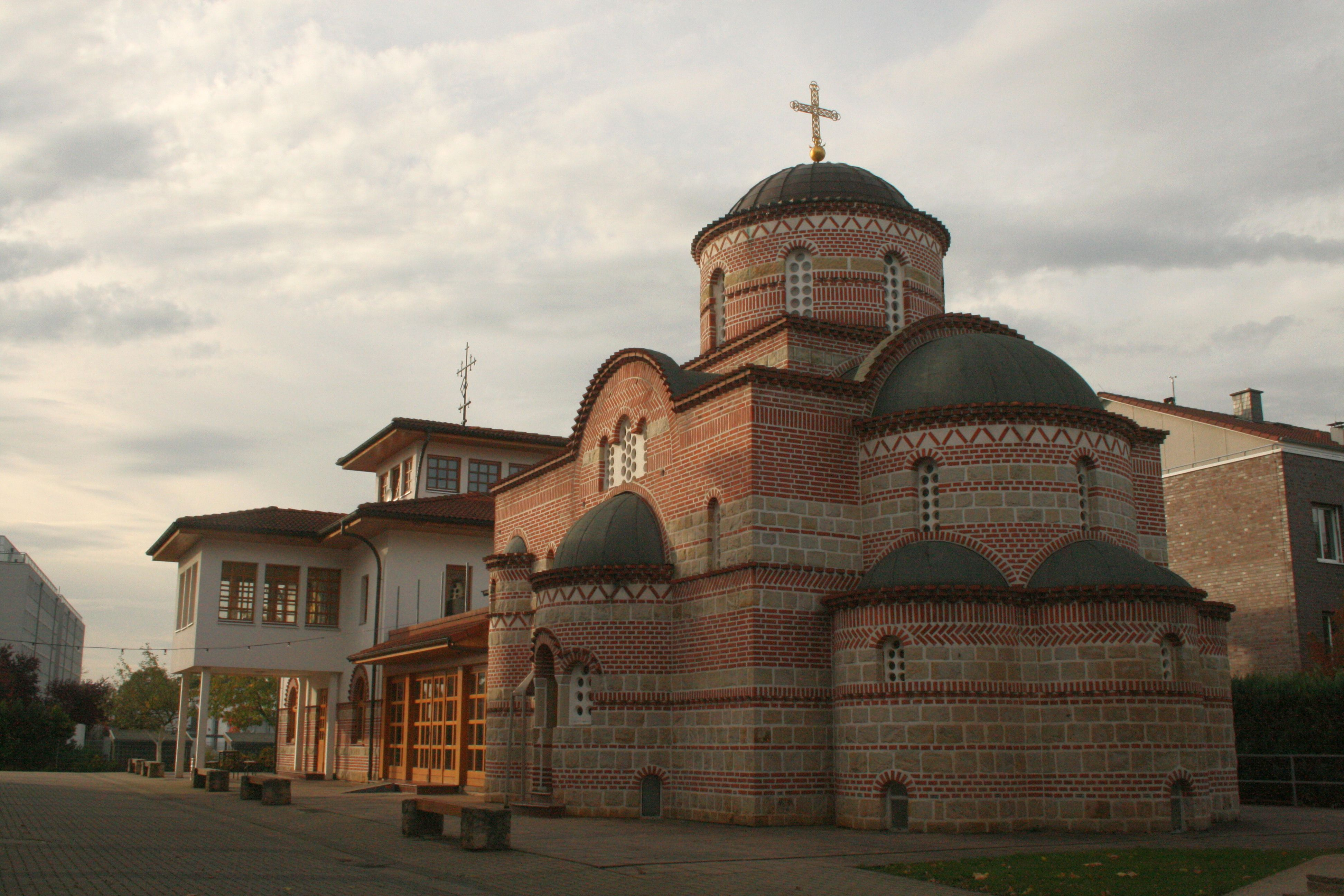
Kirche Hl. Sava in Hannover, Deutschland
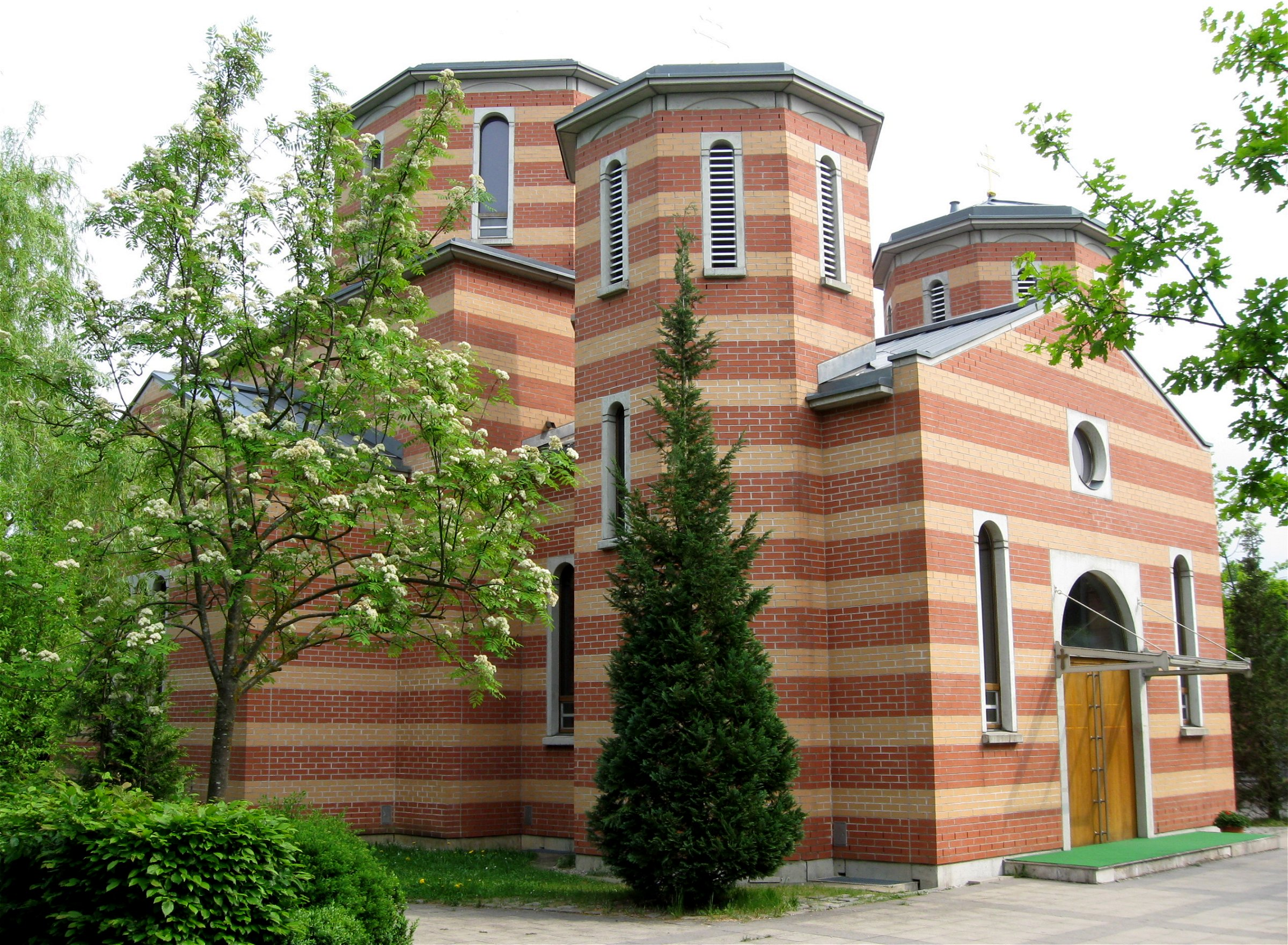
Serbische orthodoxe Kirchengemeinde in München, Deutschland
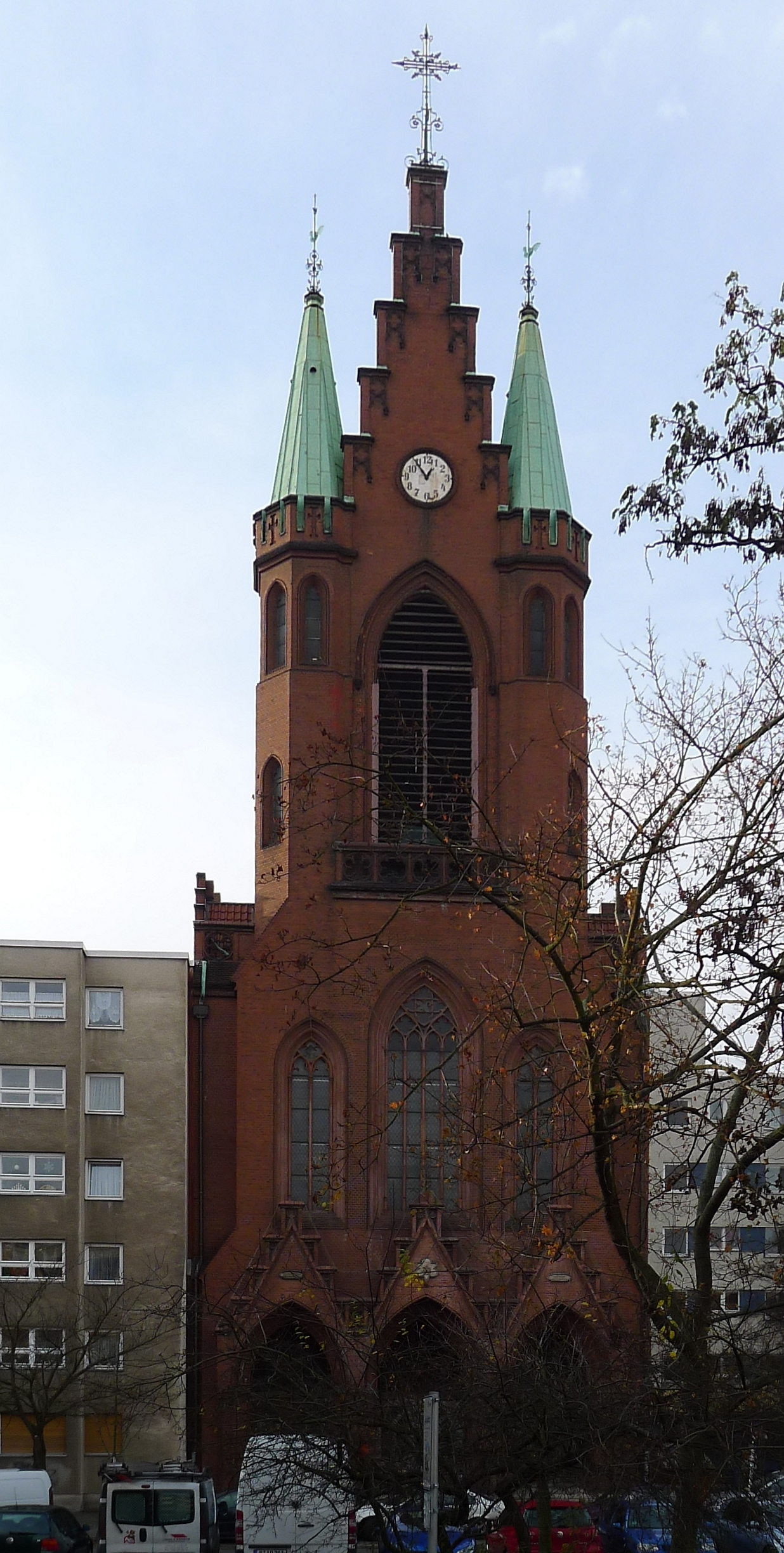
Kirche Hl. Sava (Berlin), Deutschland
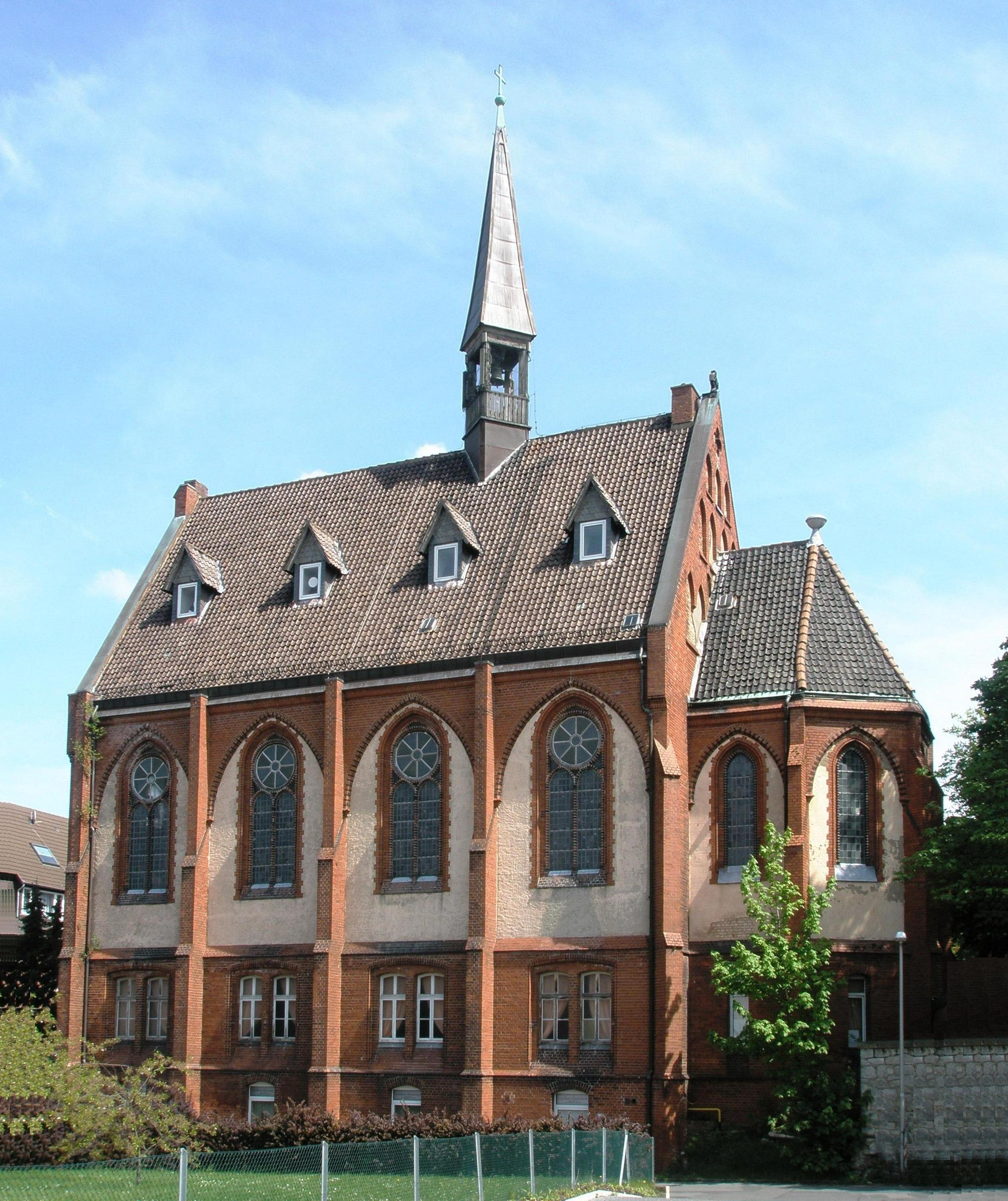
Kirche der Entschlafung der Gottesmutter (Himmelsthür), Deutschland
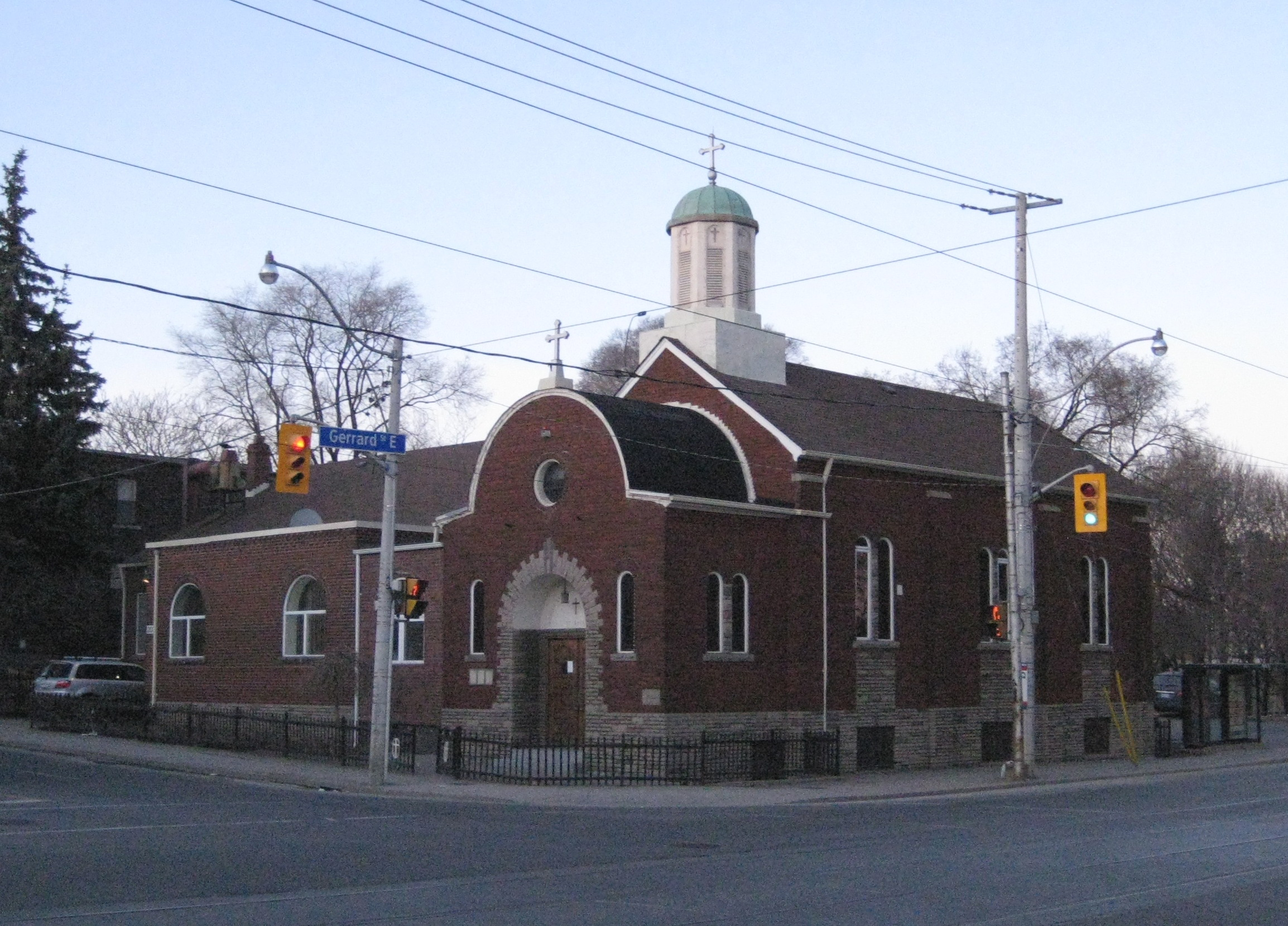
Kirche Hl. Sava in Toronto, Kanada
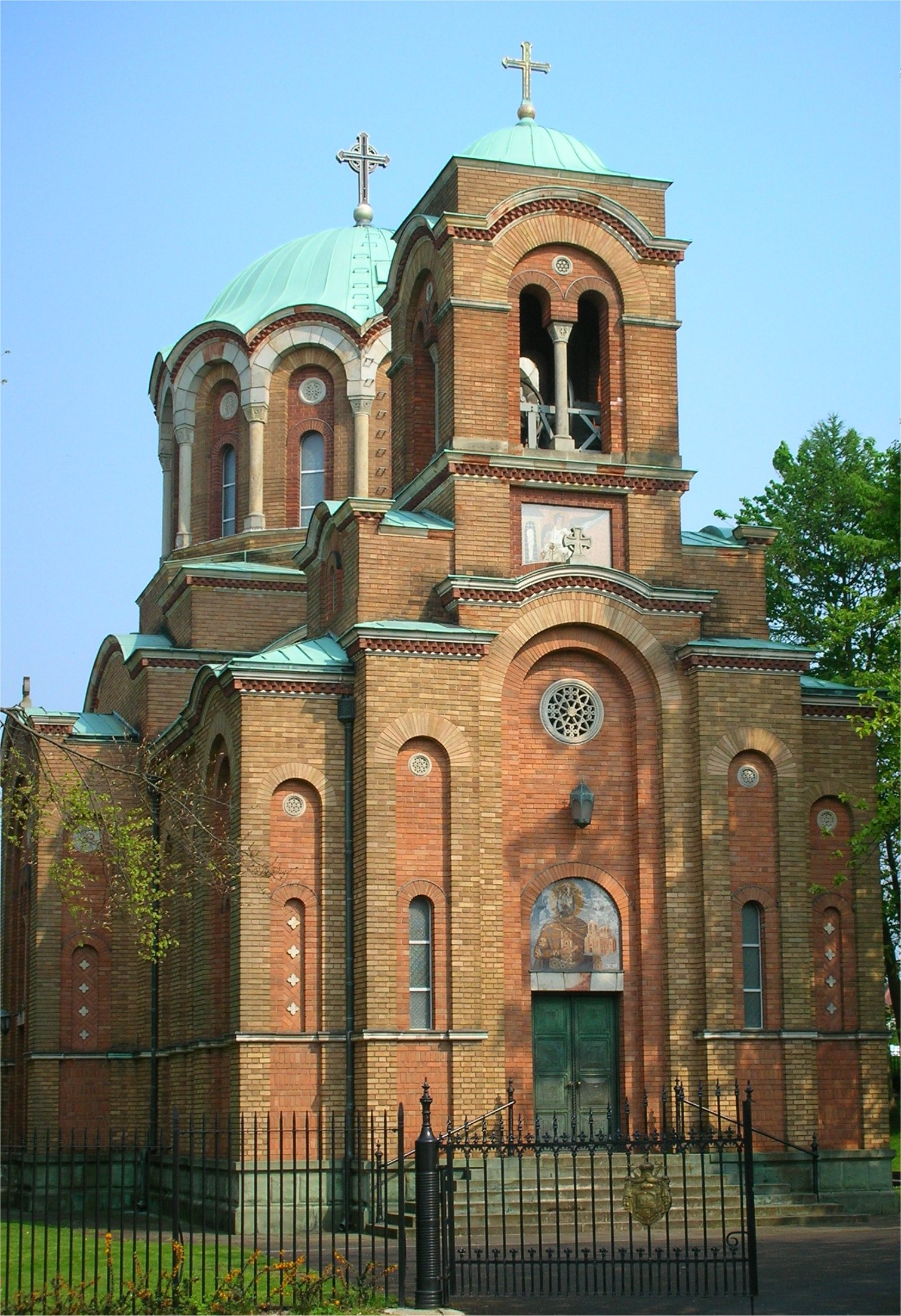
Kirche Hl. Zar Lazar in Birmingham, Großbritannien
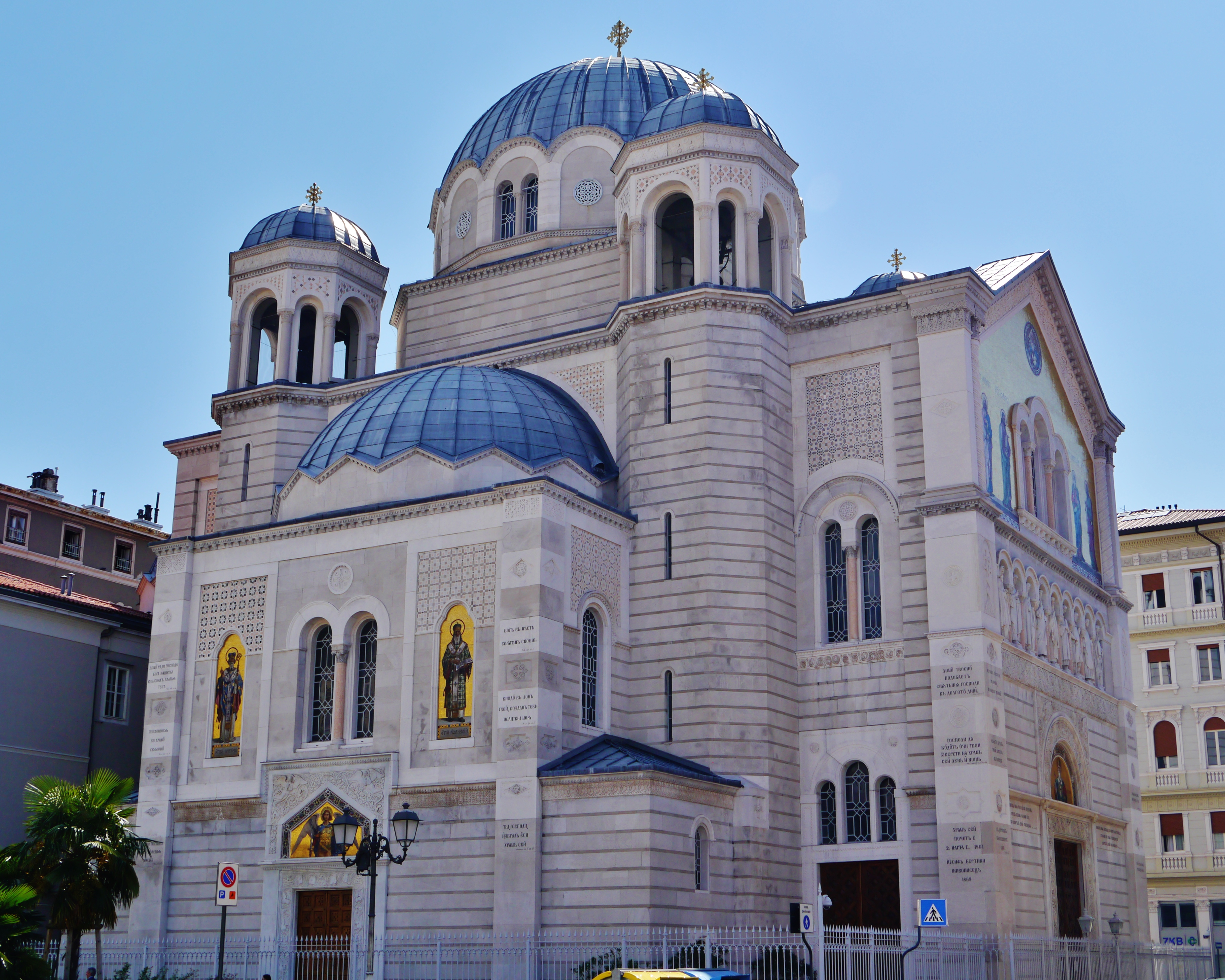
Dreifaltigkeits- und Hl. Spyridon Kirche in Triest, Italien
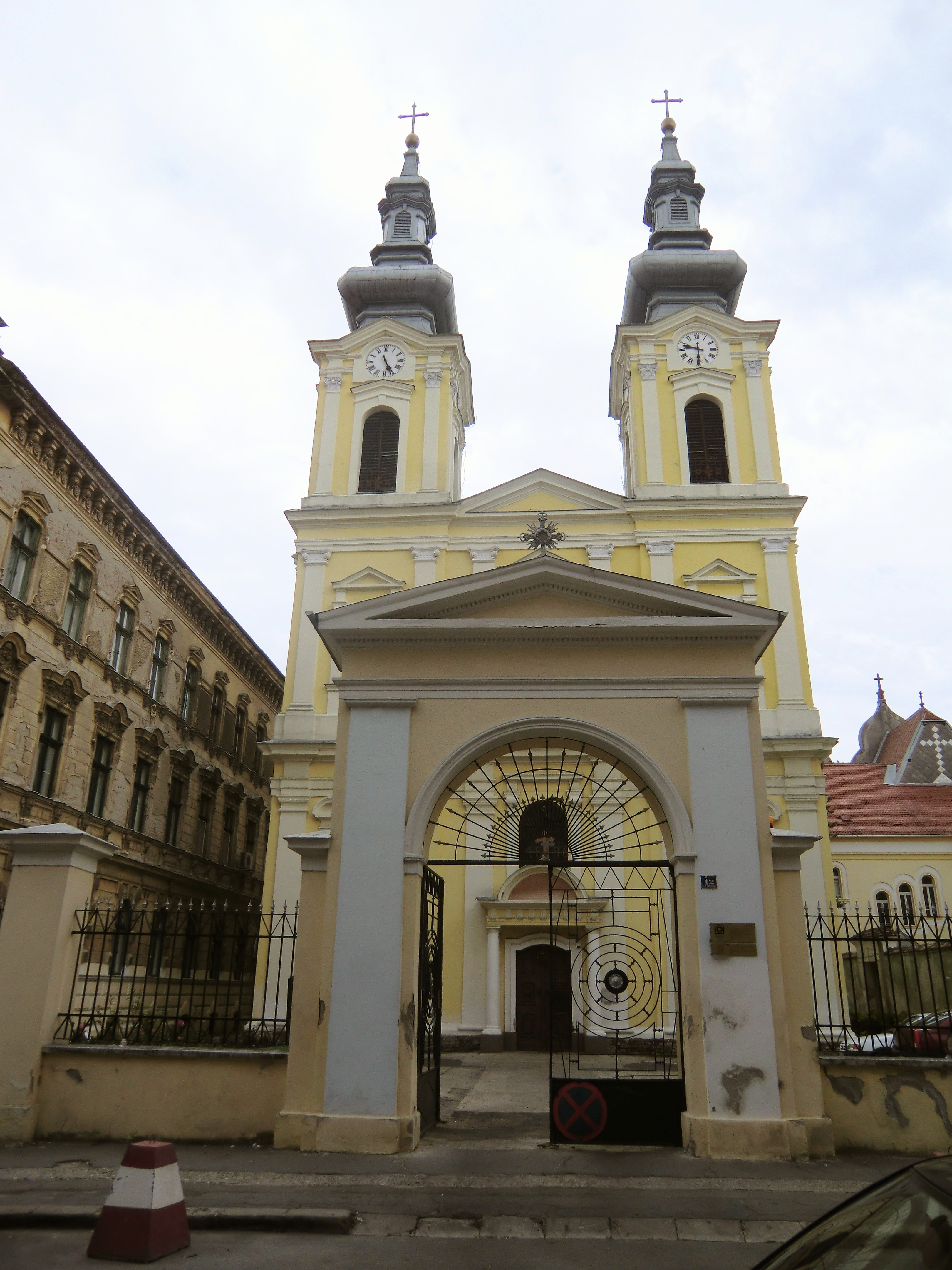
Christi-Himmelfahrts-Kathedrale in Timișoara, Rumänien
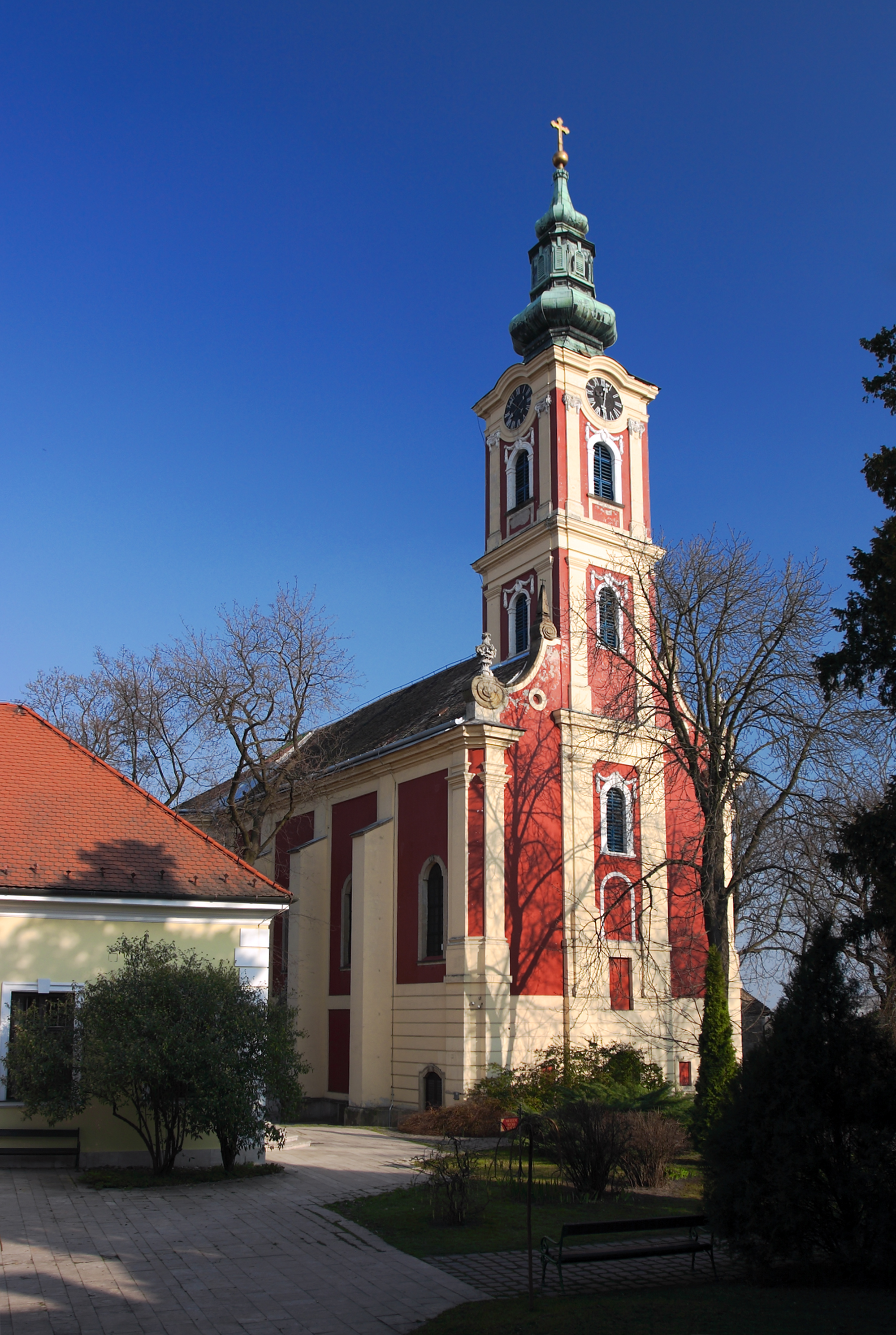
Mariä-Entschlafens-Kathedrale in Szentendre, Ungarn
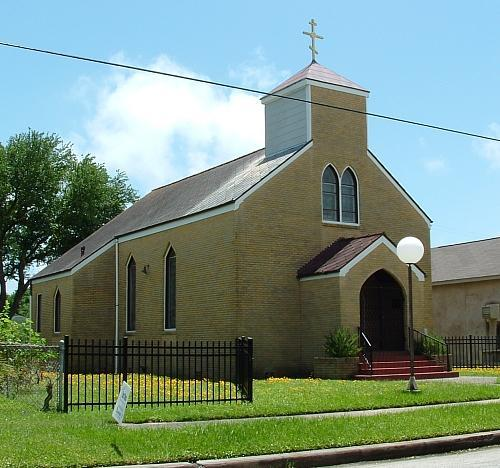
Kirche Hl. Zar Konstantin und Zarin Jelena in Galveston, USA
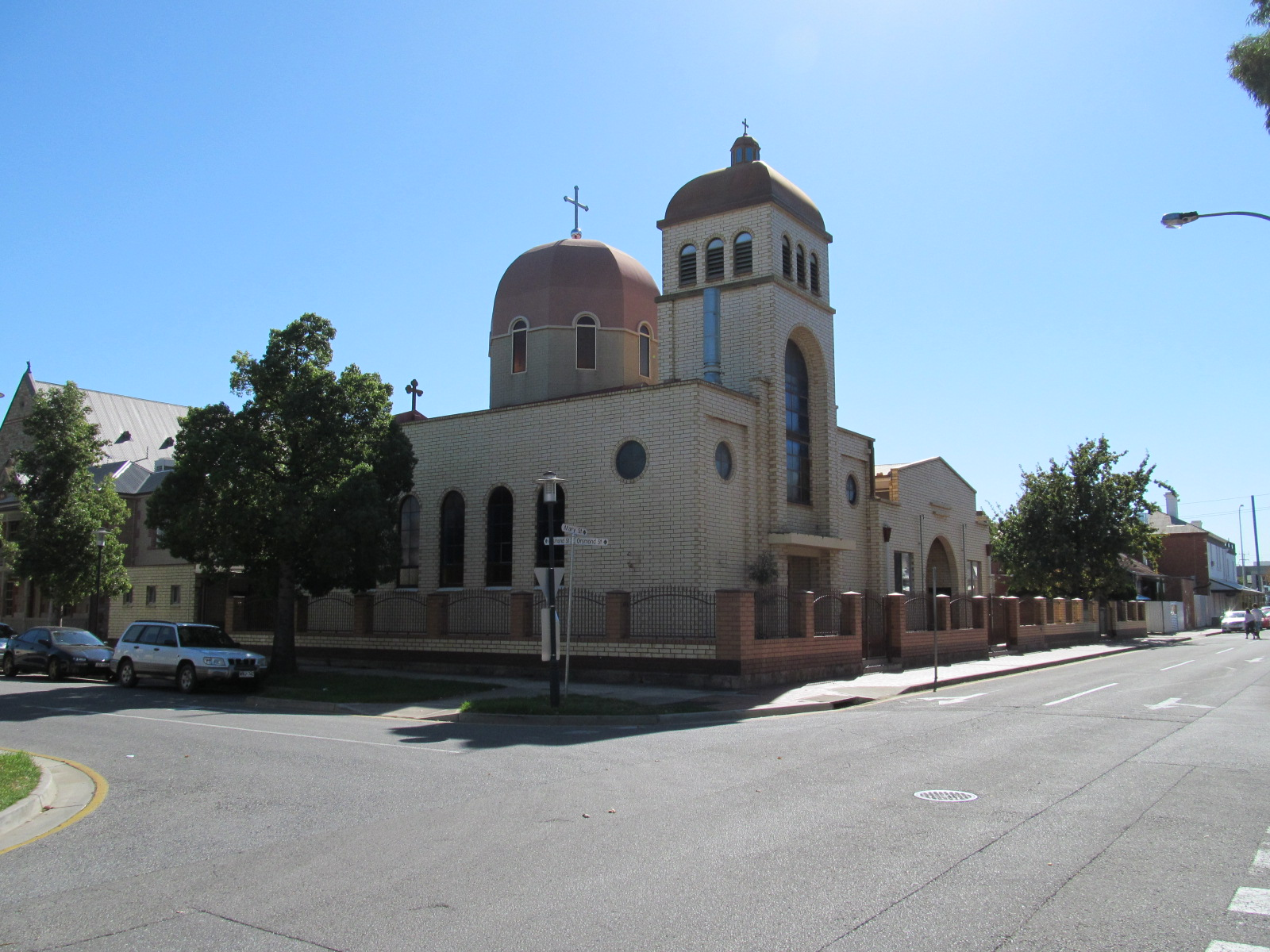
Kirche Hl. Sava in Adelaide, Australien
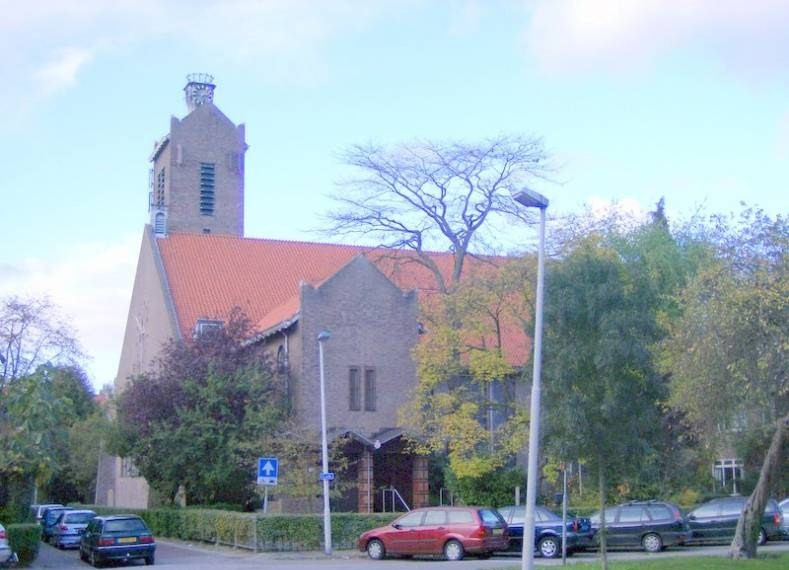
Dreifaltigkeitskirche in Rotterdam, Niederlande
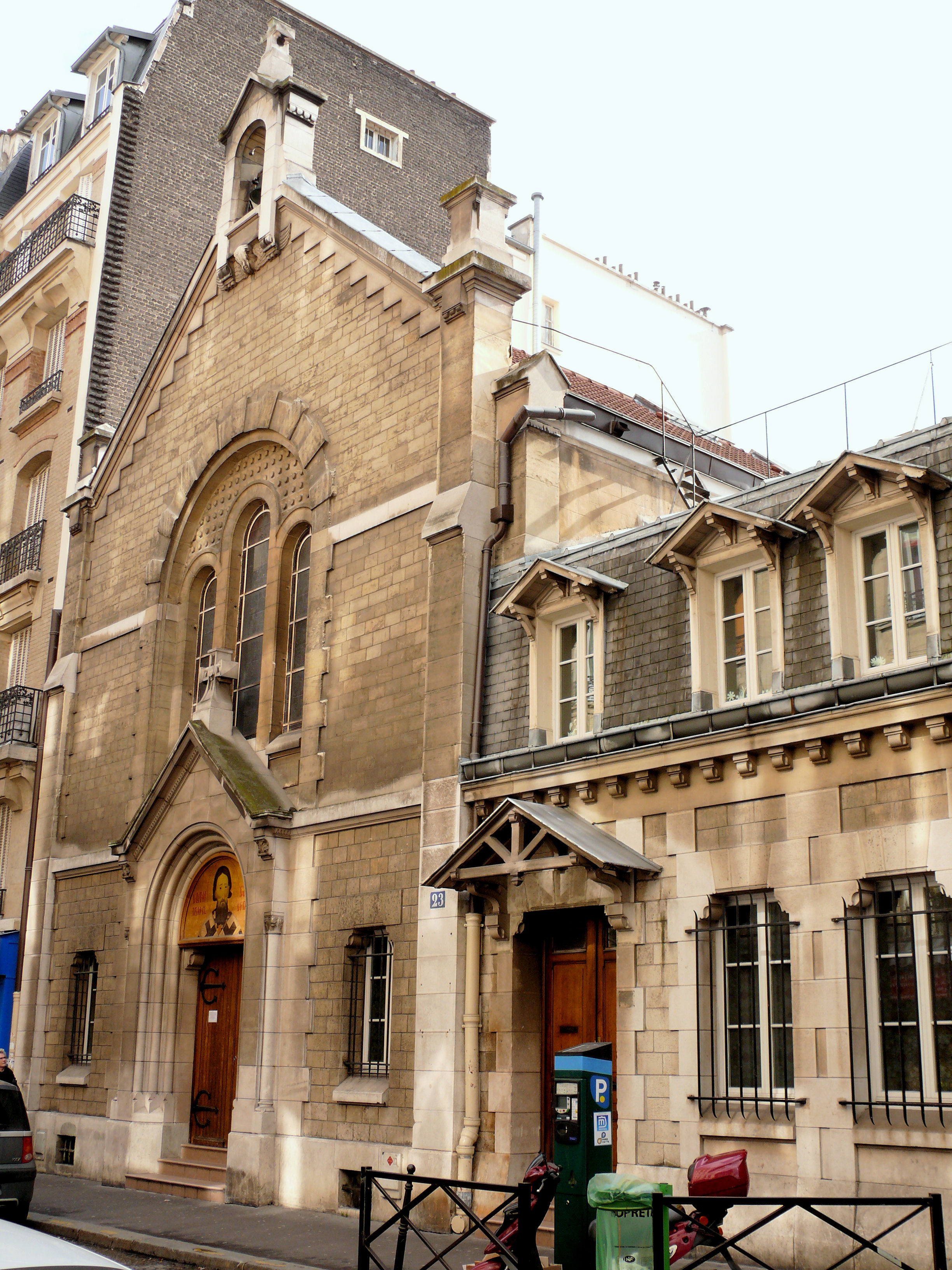
Kathedrale Hl. Sava in Paris, Frankreich
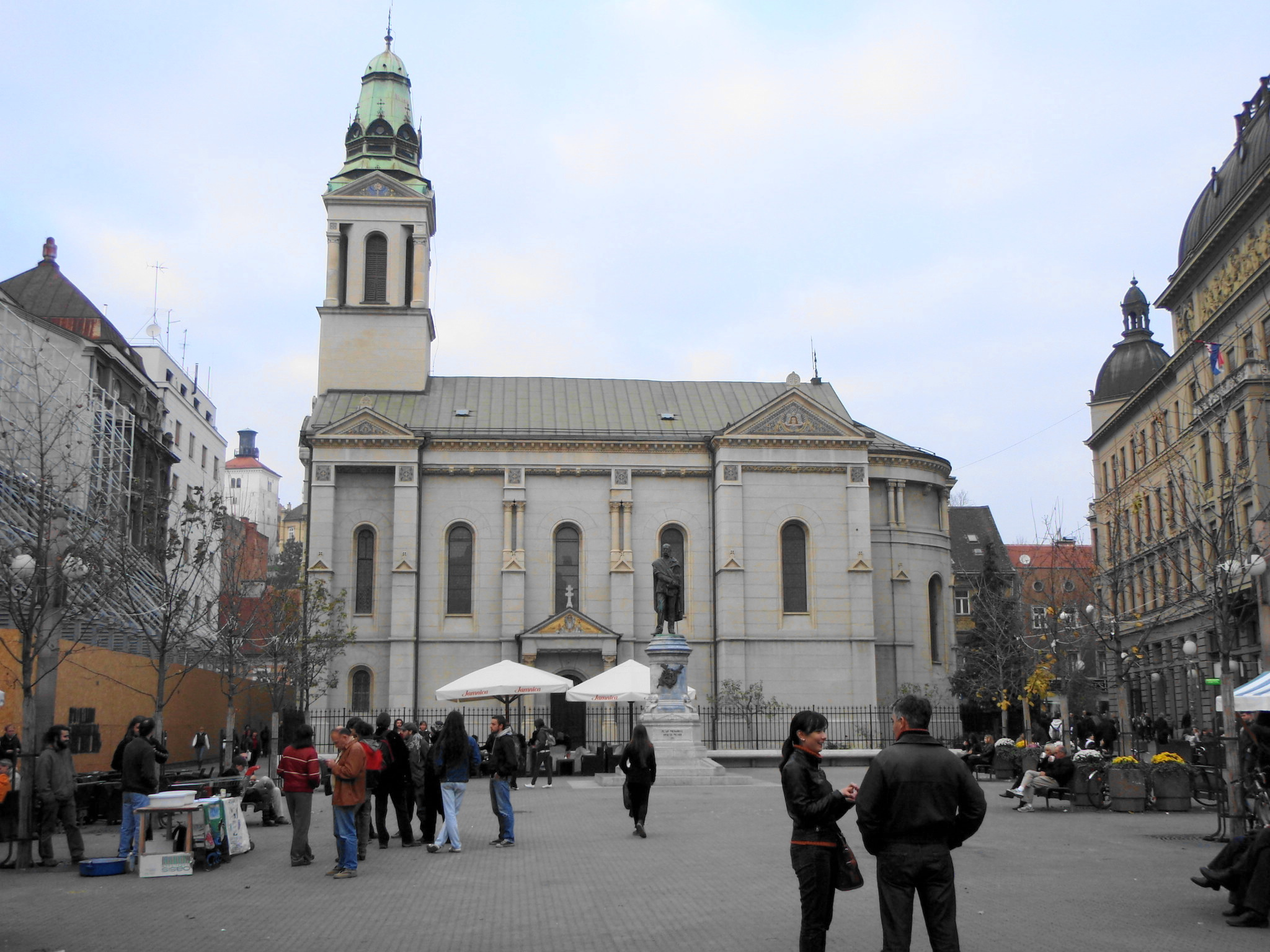
Chrsti-Verklärungs-Kathedrale in Zagreb, Kroatien
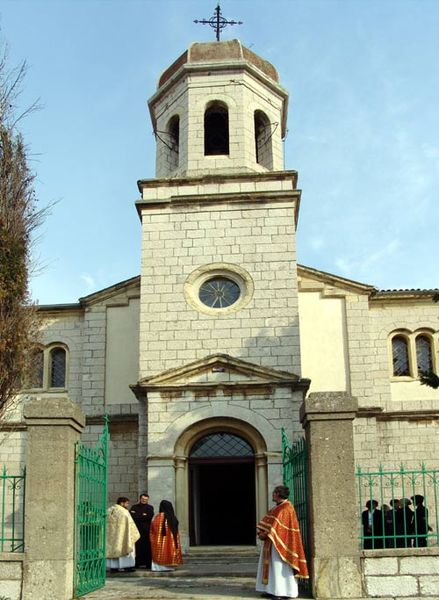
Mariä-Entschlafens-Kirche in Drniš, Kroatien
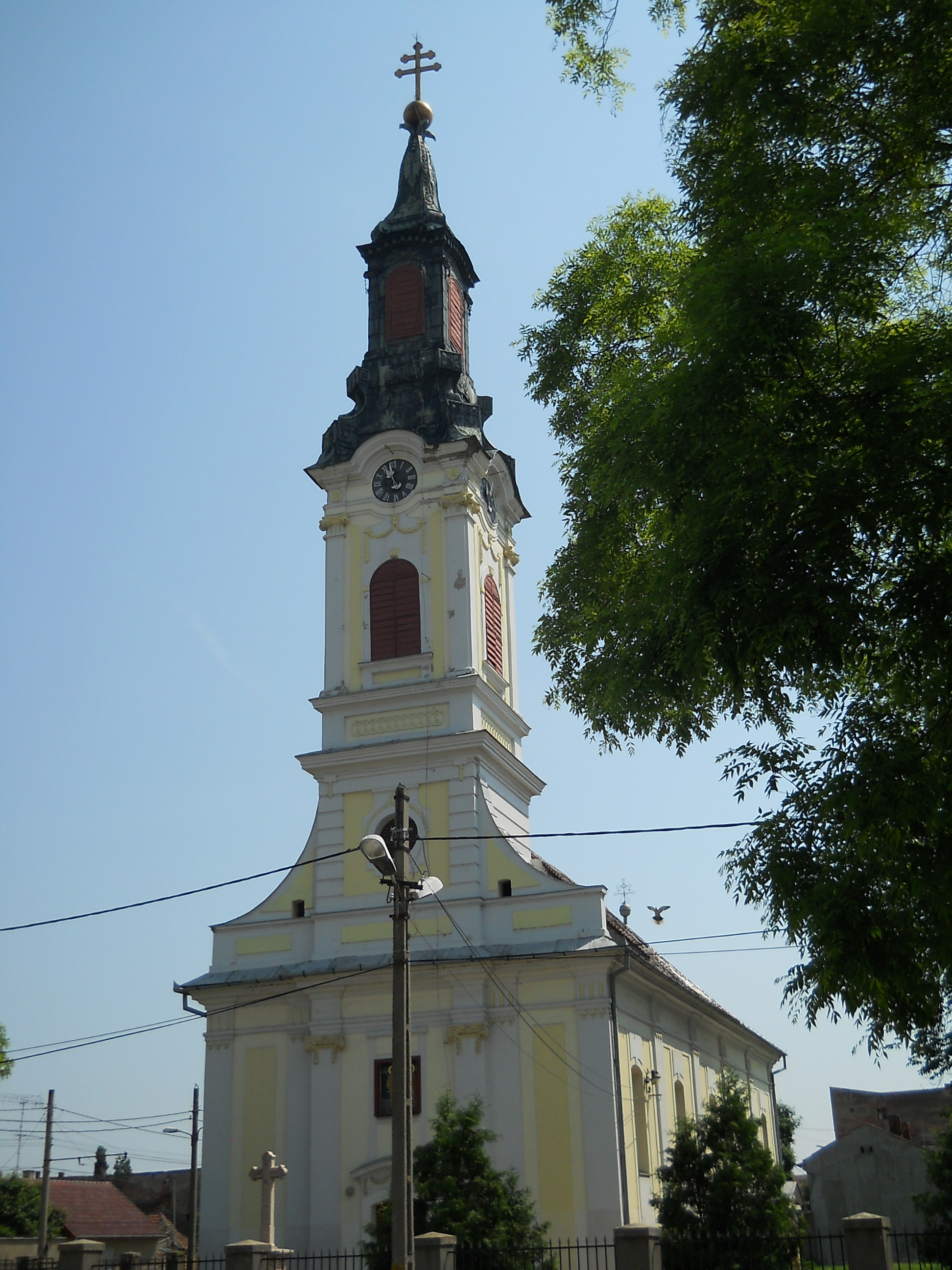
Kirche Hl. Apostel Peter und Paul in Arad, Rumänien
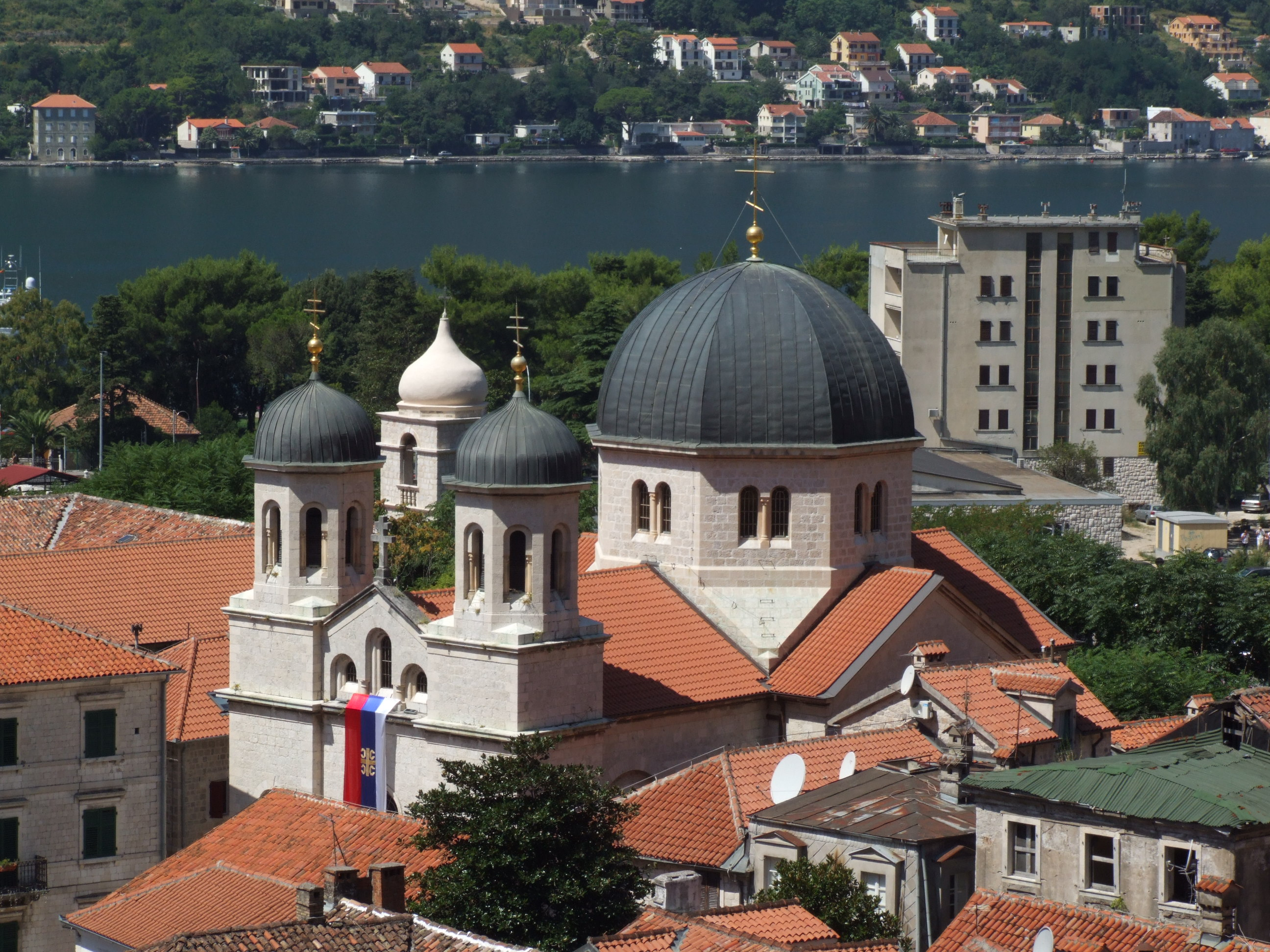
Kirche Hl. Nikolaus in Kotor, Montenegro
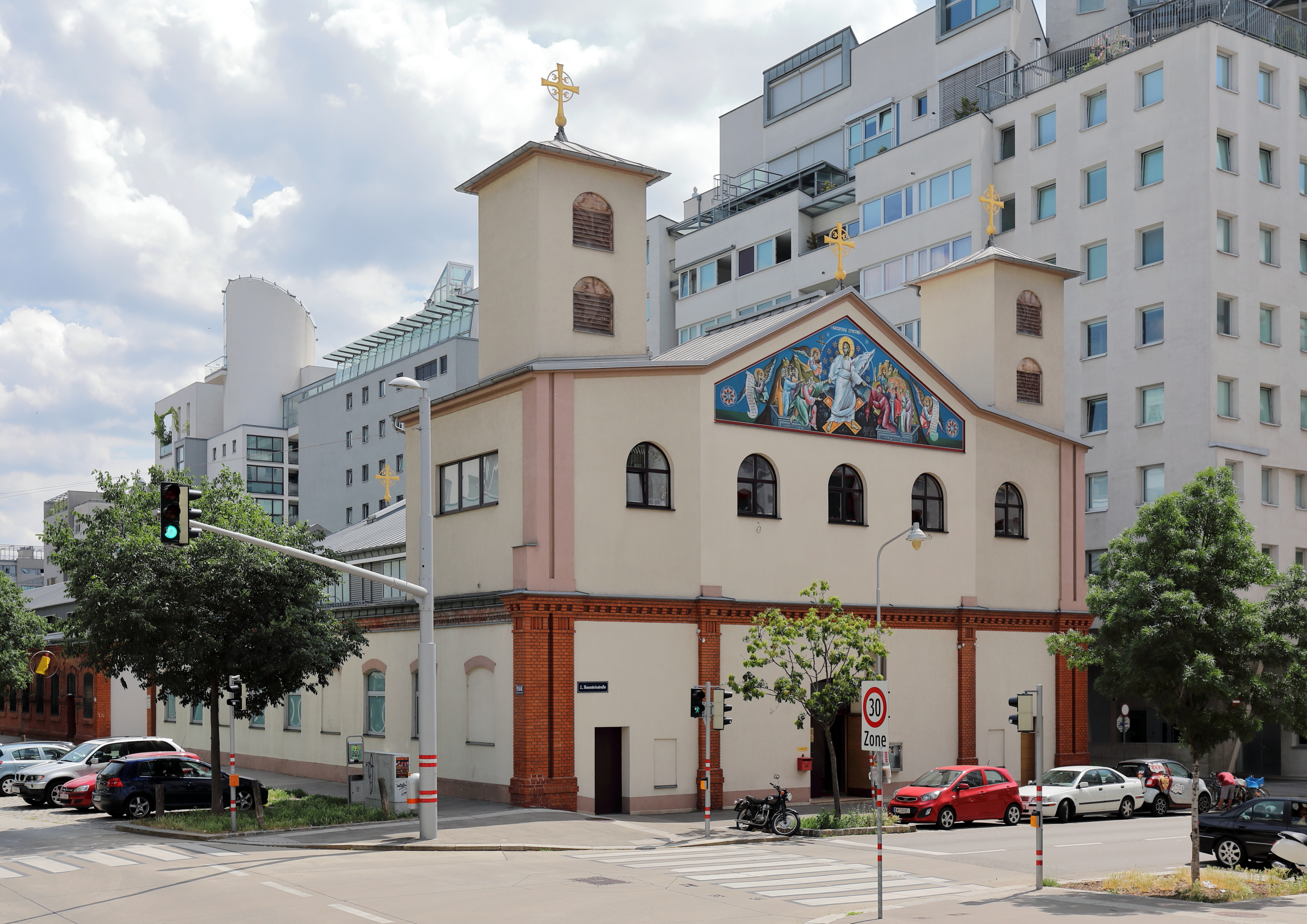
Kirche zur Auferstehung Christi (Wien-Leopoldstadt) in Wien Österreich
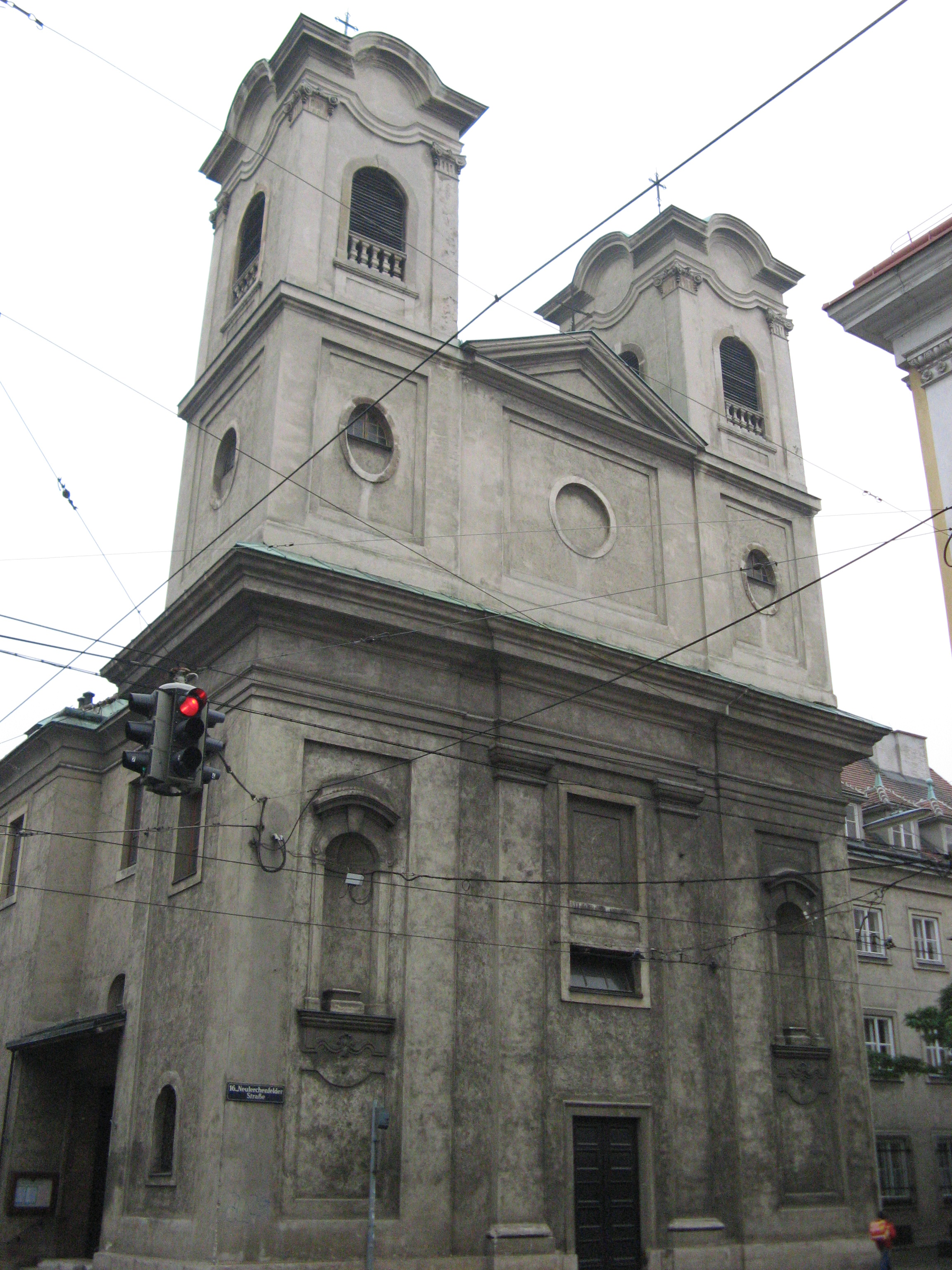
Mariä-Geburt-Kirche (ehemals Kirche Neulerchenfeld) in Wien, Österreich
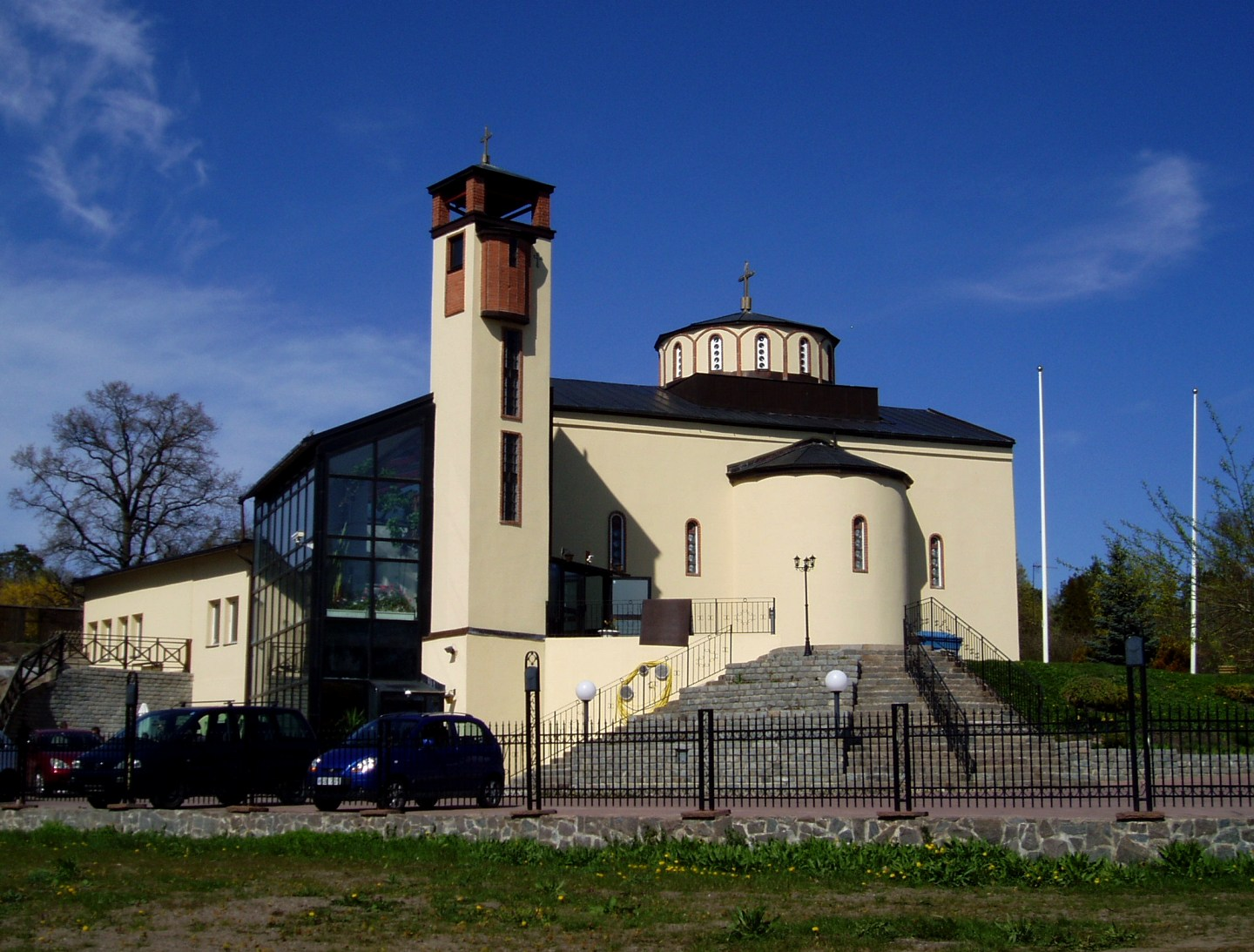
Kathedrale Hl. Sava in Stockholm, Schweden
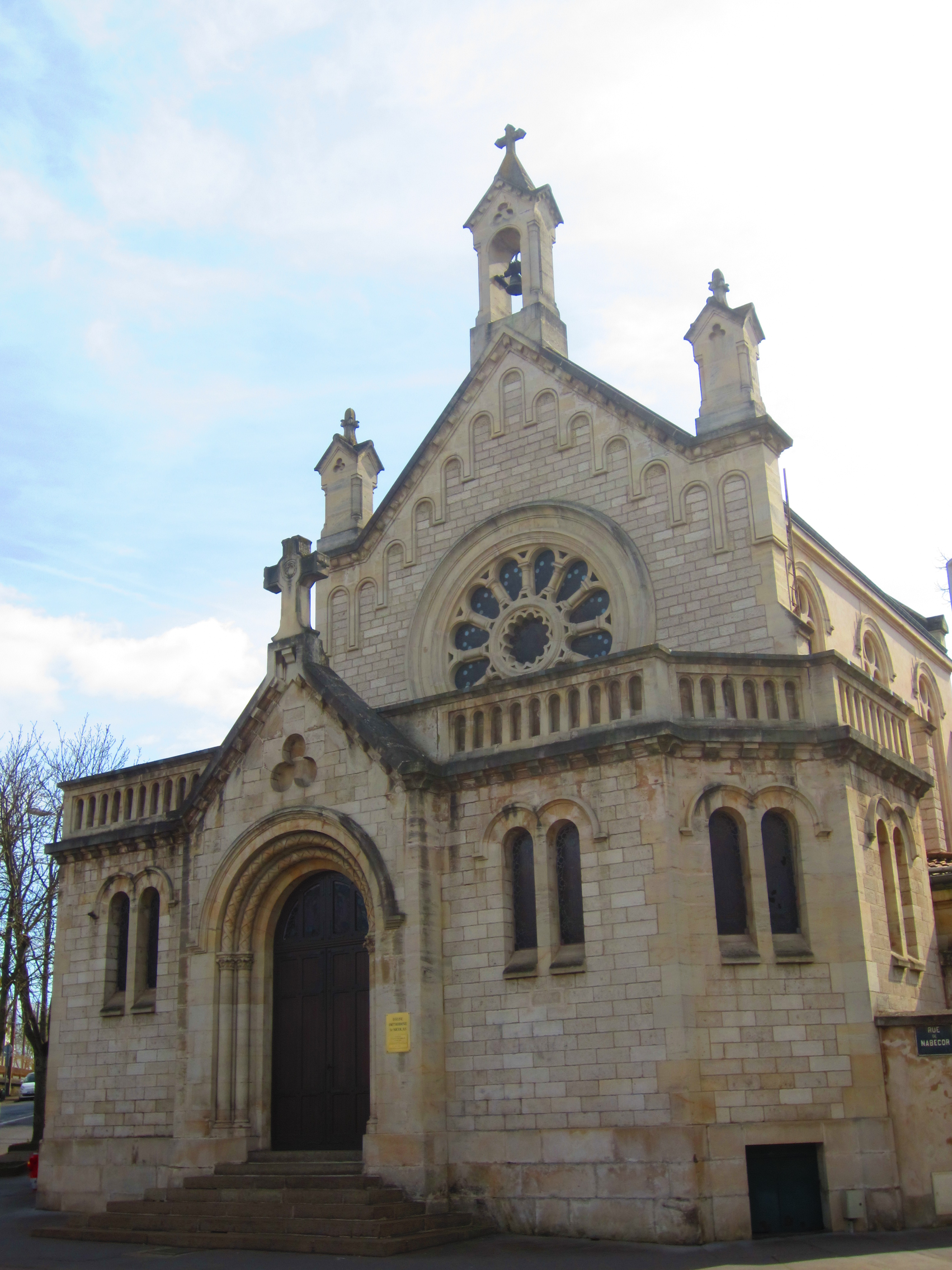
Kirche St. Nikolaus in Nancy, Frankreich
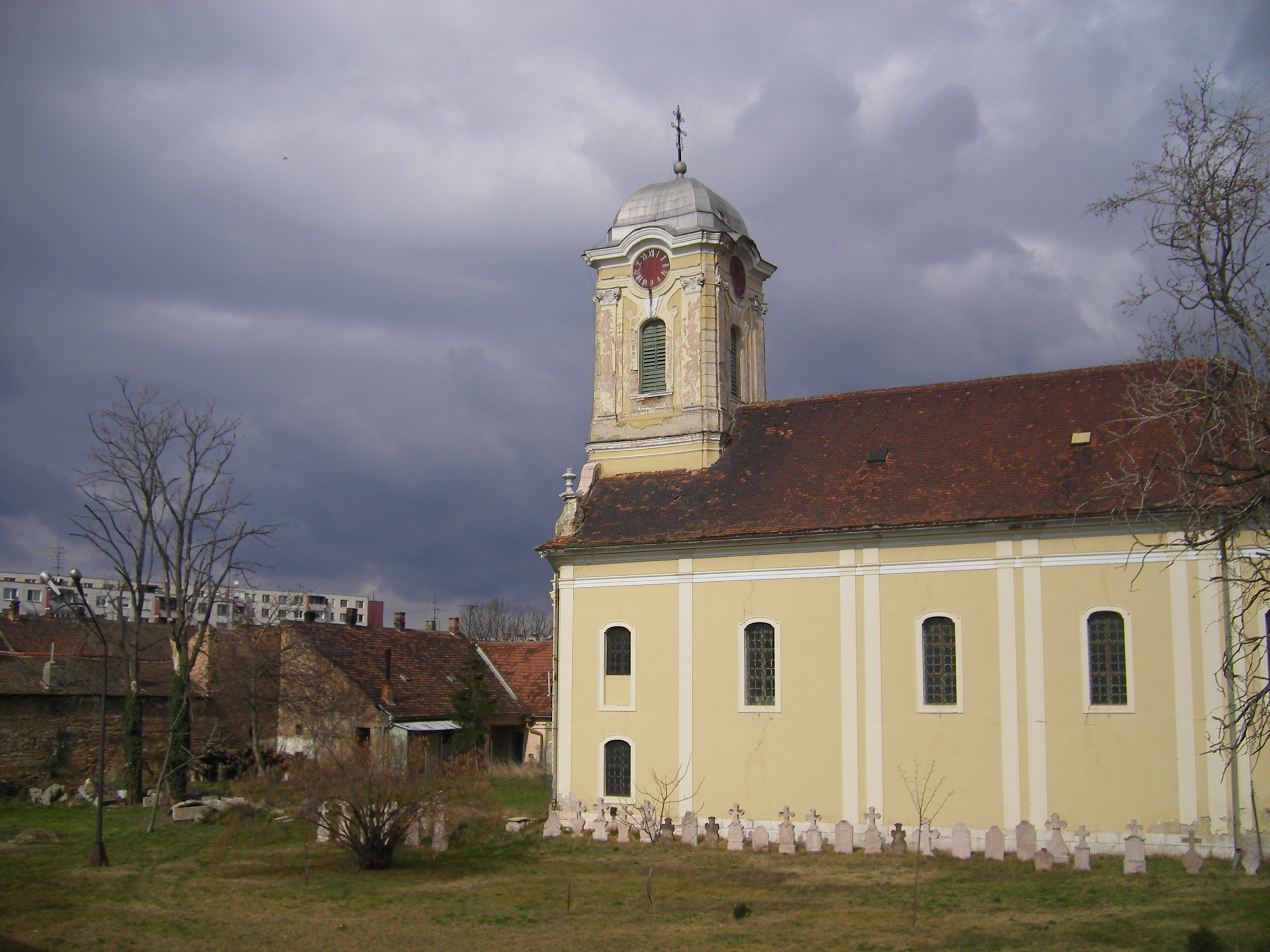
Mariä-Tempelgang-Kirche in Komárno, Slowakei
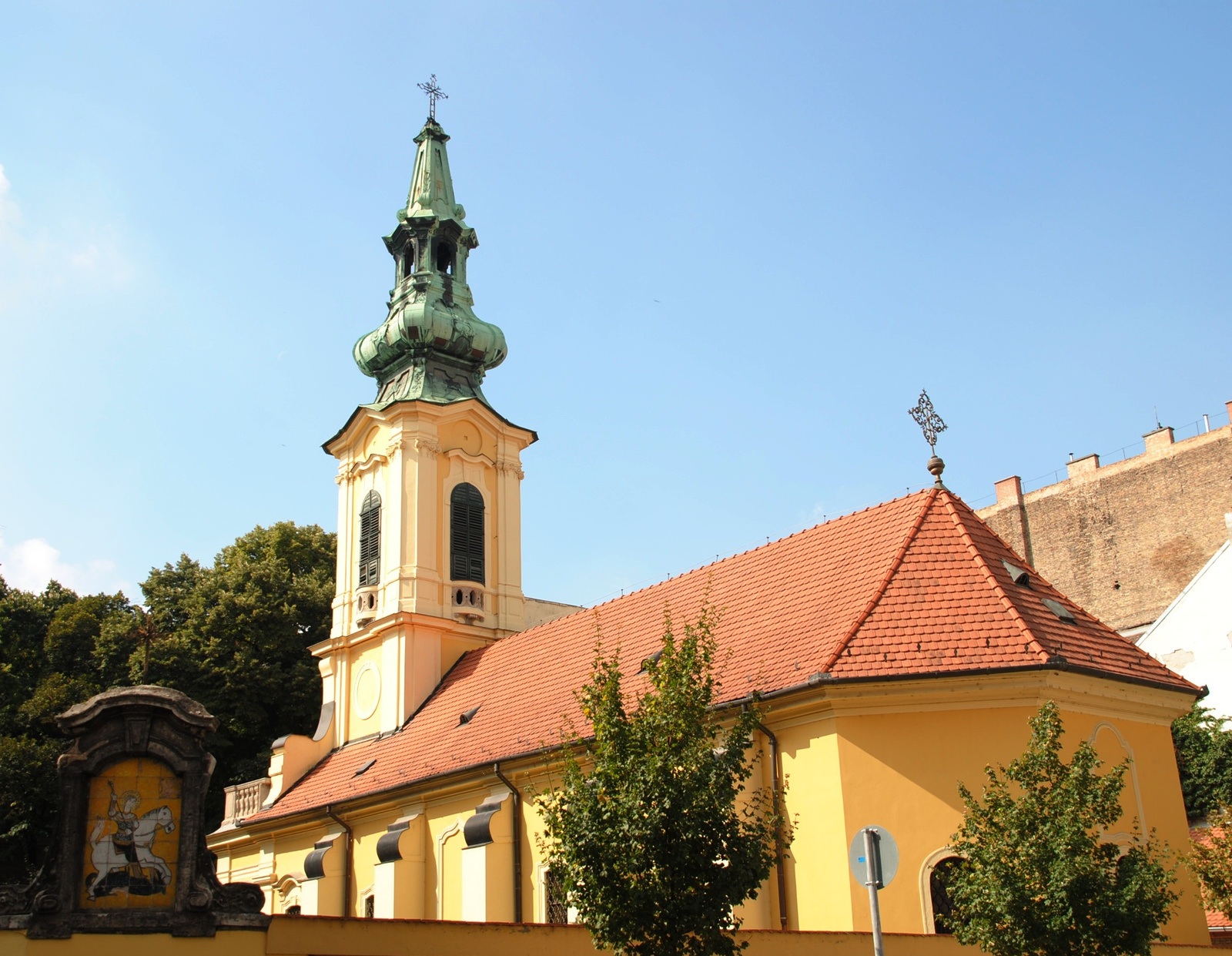
Kirche Hl. Georg in Budapest, Ungarn
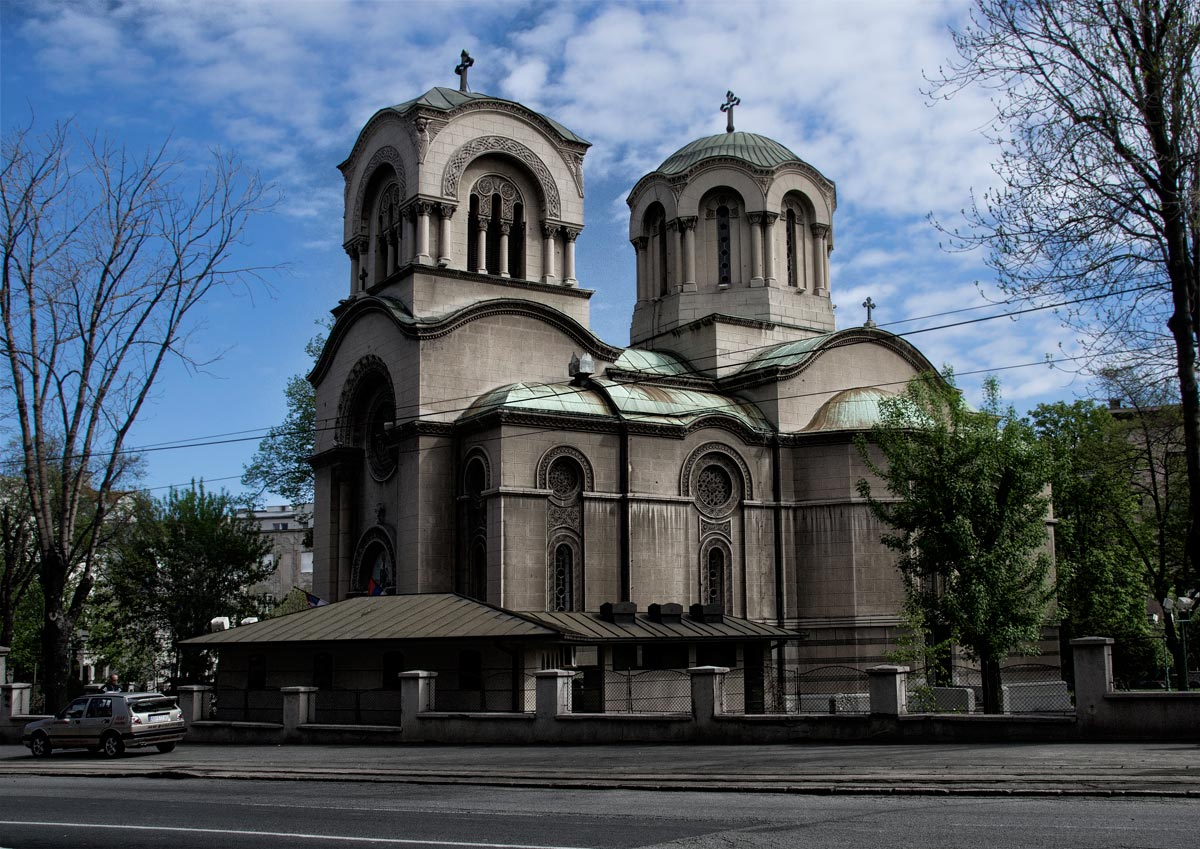
Alexander-Newski-Kirche in Belgrad, Serbien
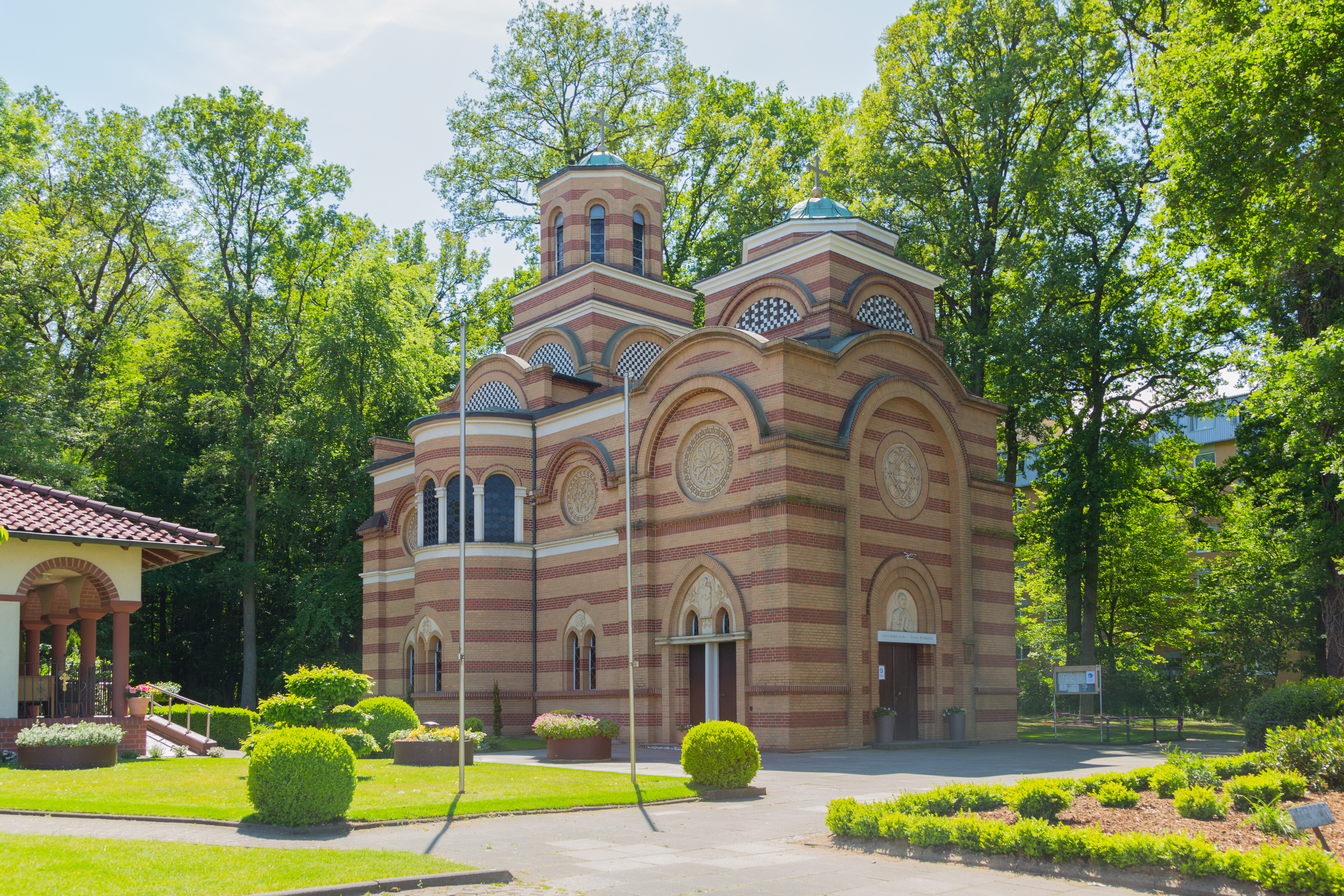
Serbisch-Orthodoxe Kirche Osnabrück, Deutschland
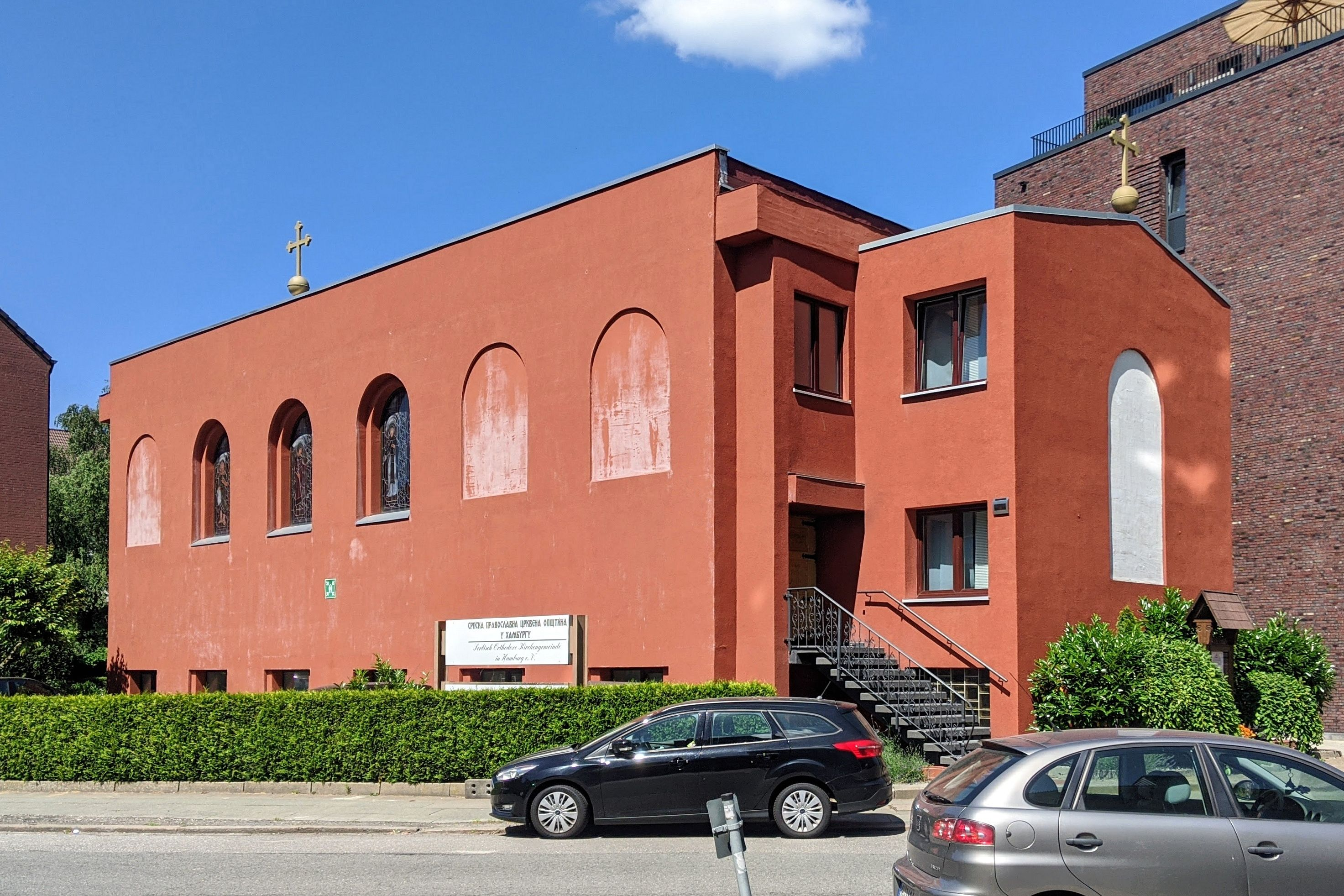
Serbisch-Orthodoxe Kirchengemeinde in Hamburg, Deutschland
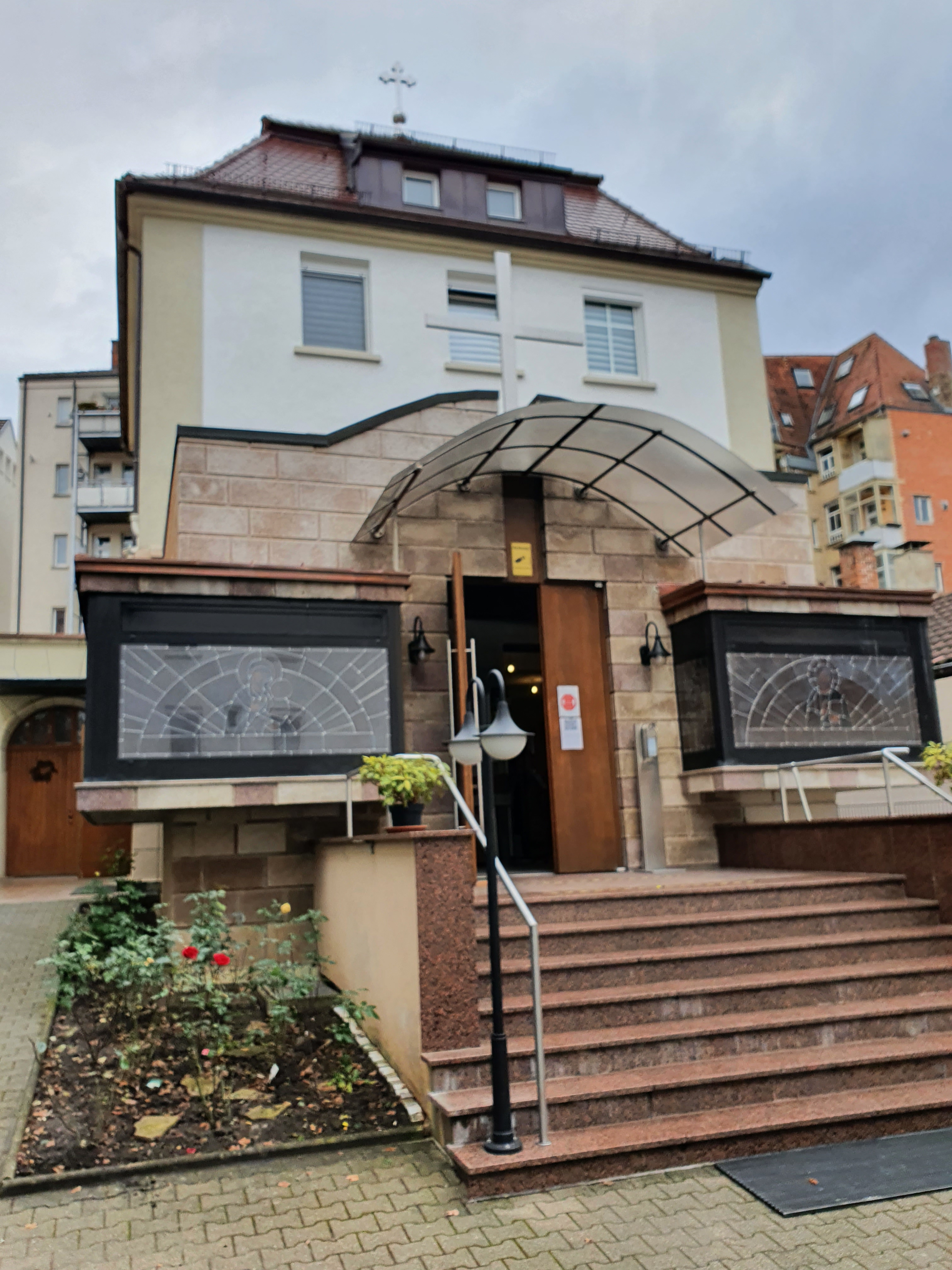
Serbisch-Orthodoxe Kirche in Stuttgart, Deutschland
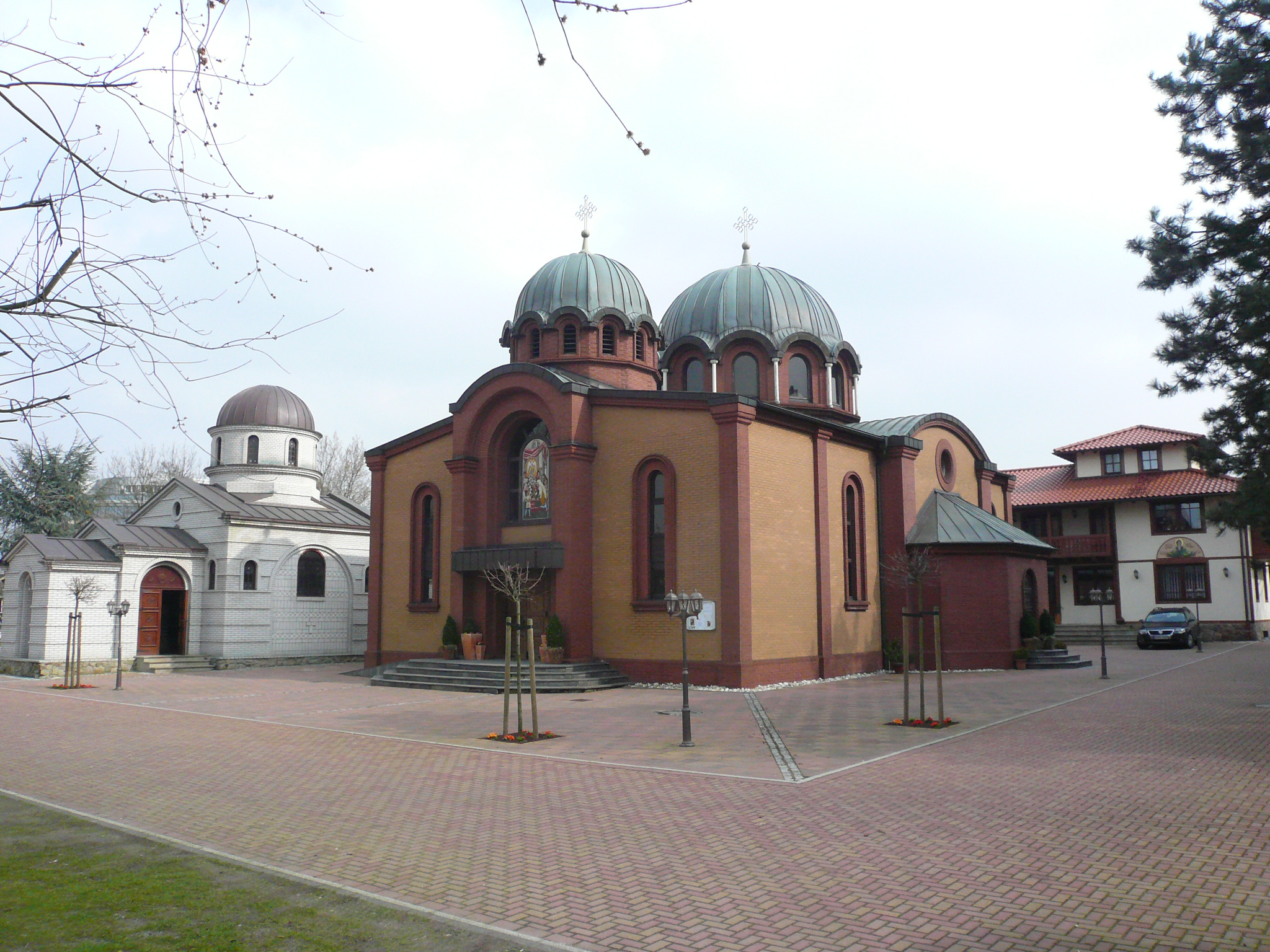
Serbisch-Orthodoxe Kirchengemeinde in Düsseldorf, Deutschland
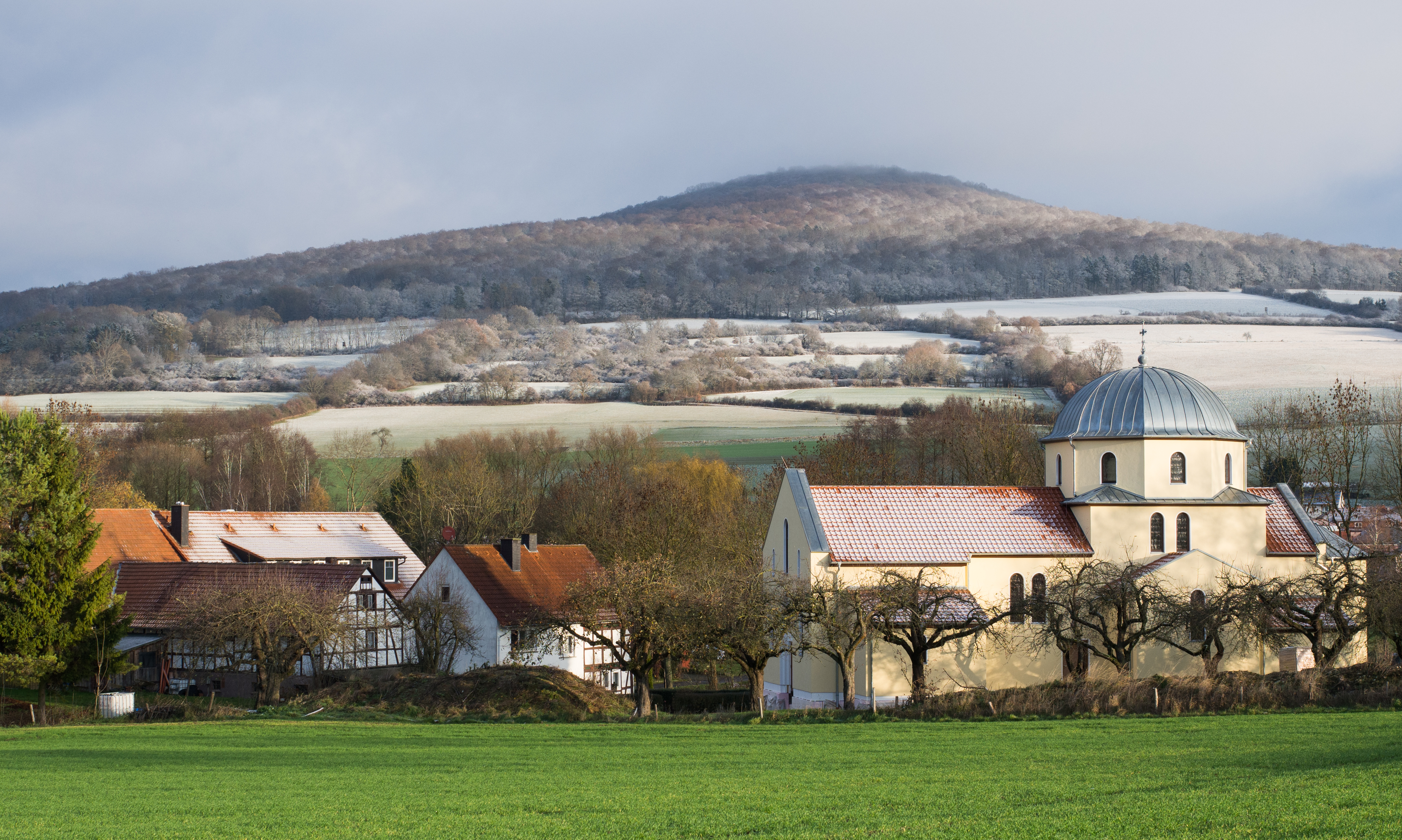
Verkündigungs-St. Justin-Kloster Unterufhausen, Deutschland
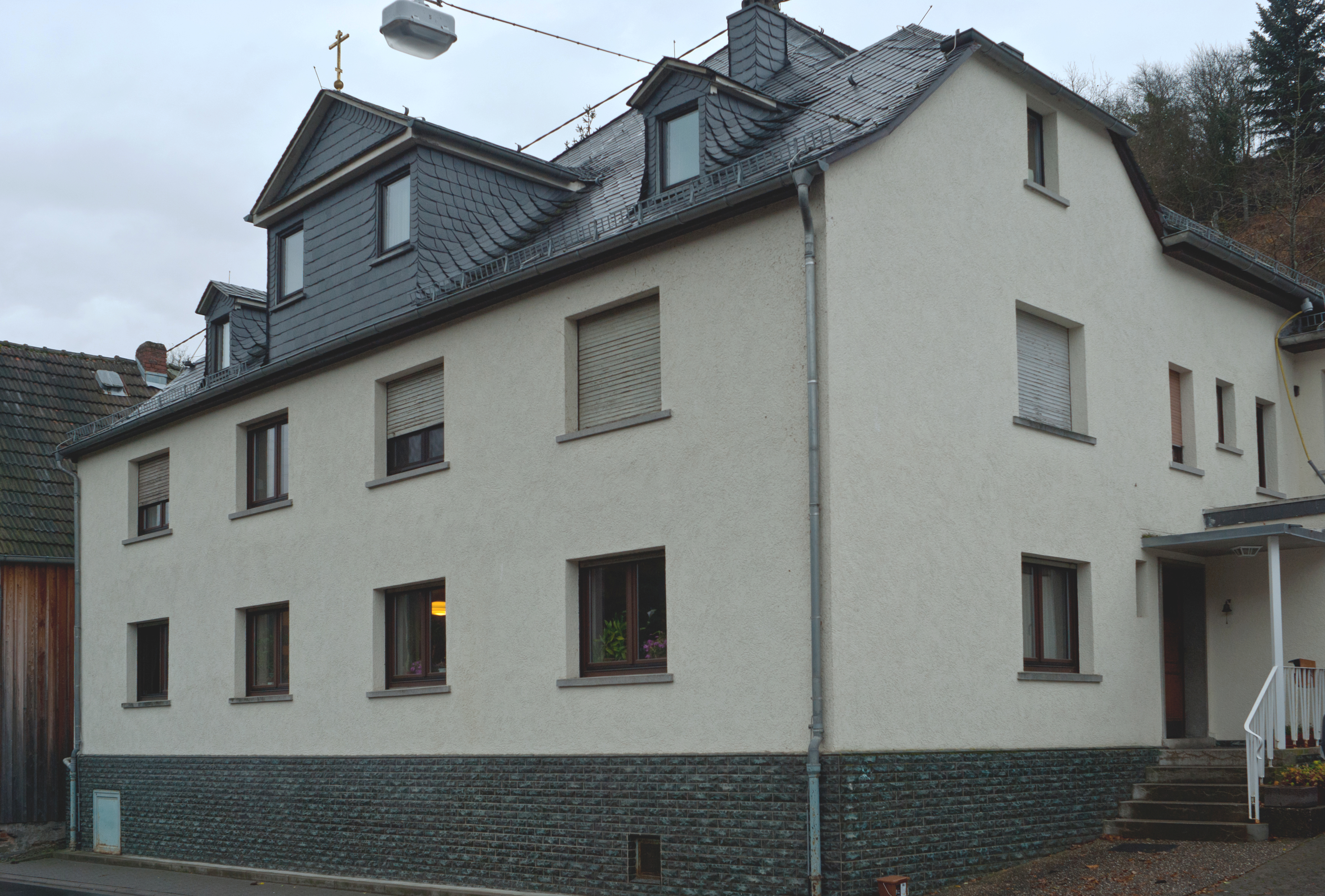
Skite des heiligen Spyridon Geilnau, Deutschland